# Berlín
|  | Per a altres significats, vegeu «Berlin (desambiguació)». |

Berlín (en alemany: Berlin [bɛɐ̯.ˈliːn ]) és la capital i la ciutat més gran d'Alemanya, amb 3.700.000 habitants (2023), anomenats berlinesos. Té una densitat de 4.200 hab/km². La travessen els rius Spree i Havel, al nord-est d'Alemanya. Està voltada pel land de Brandenburg, tot i que no en forma part, sinó que la mateixa ciutat és un dels estats federats alemanys.
Documentada des del segle xiii, Berlín fou successivament la capital del Regne de Prússia (1701-1918), de l'Imperi alemany (1871-1918), de la República de Weimar (1919-1933) del Tercer Reich (1933-1945), i de la República Federal d'Alemanya des del 1990. Després de la Segona Guerra Mundial, la ciutat es dividiria en el Berlín est, que el 1949 es convertia en la capital de l'Alemanya de l'Est, i el Berlín oest, que es convertia en un enclavament occidental, envoltat pel mur de Berlín durant el període 1961-1989. Després de la reunificació alemanya del 1990, la ciutat recobrava el seu estatus de capital d'Alemanya i oferia 147 ambaixades estrangeres.
Berlín és un important centre de cultura, política, mitjans de comunicació i ciència d'Europa. La seva economia es basa principalment en el sector serveis, incloent-hi una gamma diversa d'indústries creatives, corporacions de mitjans de comunicació, serveis mediambientals, llocs de congrés i convenció. La ciutat és un centre continental per al transport aeri i ferroviari, i és una de les destinacions turístiques més visitades de la Unió Europea. Altres indústries inclouen telecomunicacions, optoelectrònica, tecnologia de la informació, indústria de l'automòbil, enginyeria biomèdica i biotecnologia.
La metròpoli és la seu de cèlebres universitats, instituts d'investigació, esdeveniments esportius, orquestres, museus i personalitats. El paisatge urbà i el llegat històric de Berlín n'ha fet una escena popular per a pel·lícules de produccions internacionals. La ciutat és reconeguda pels seus festivals, arquitectura diversa, vida nocturna, arts contemporànies i una alta qualitat de vida. Berlín ha evolucionat de tal manera que atrau la joventut i els artistes pel seu estil de vida liberal i zeitgeist ('l'esperit de l'època').

## Història

### Segles XII a XVI
Berlín es va fundar a l'inici del segle xiii per Joan I de Brandenburg; és, doncs, bastant antiga, però no queda gaire cosa d'aquelles velles comunitats. Al contrari, avui dia Berlín fa la impressió d'una gran discontinuïtat, que reflecteix visiblement les moltes convulsions de la història alemanya del segle xx.
La primera evidència d'un assentament a l'àrea central de Berlín és una biga de fusta datada aproximadament de 1192. La primera menció escrita de pobles a l'àrea de l'actual ciutat és de finals del segle xii. El lloc de Spandau és el primer esmentat el 1197, i Köpenick el 1209; tanmateix, aquestes àrees no s'integraren a Berlín fins a 1920. Per trobar esmentada la part central de Berlín, s'ha de retrocedir a dues ciutats. Cölln en el Fischerinsel s'esmenta per primera vegada en un document de 1237, i a Berlín, a l'altre costat del Spree, en el que s'anomena ara el Nikolaiviertel, s'hi fa referència en un document de 1244. Des del començament, les dues ciutats formaven una unitat econòmica i social. El 1307, les dues ciutats s'unien políticament.

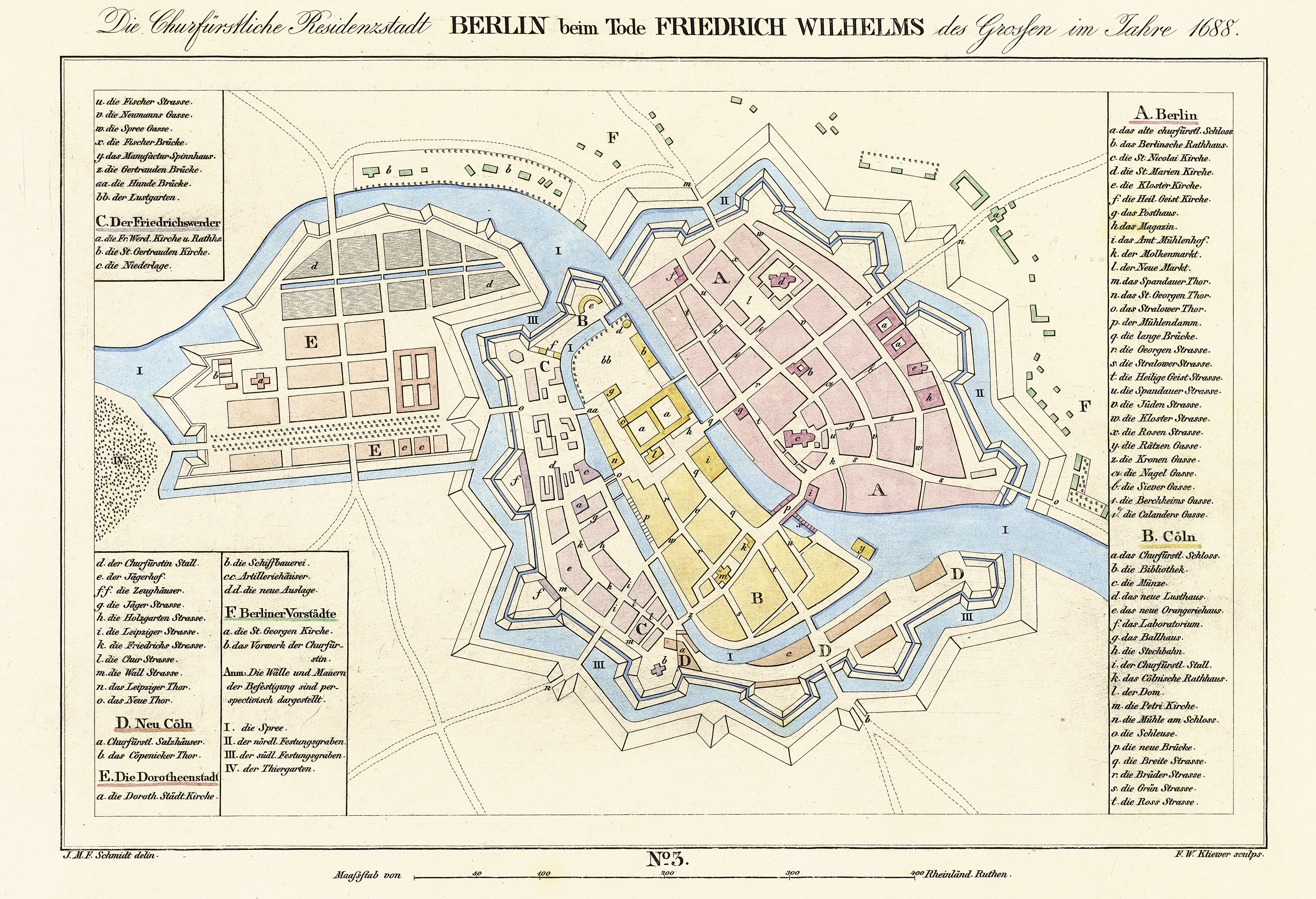
Plànol de Berlín del 1688

El 1435, Frederic I es convertia en l'elector de Brandenburg, que governava fins al 1440. El seu successor, Frederic II, establia Berlín com a capital del marcgraviat, i els subsegüents membres de la família Hohenzollern governaren fins a 1918 a Berlín, primer com a electors de Brandenburg, després com a reis de Prússia, i finalment com a emperadors alemanys. El 1448, els ciutadans es rebel·laren en el que es va conèixer com la "Indignació de Berlín" contra la construcció d'un palau reial nou per l'elector Frederic II. La protesta no reeixí, tanmateix, i la ciutadania perdia molts dels seus privilegis polítics i econòmics.
El 1451, Berlín es convertia en la residència reial dels electors de Brandenburg, i Berlín havia de deixar el seu estatus com a ciutat hanseàtica lliure. El 1539, els electors i la ciutat oficialment esdevenien luterans.

### Segles XVII a XVIII
La Guerra dels Trenta anys entre 1618 i 1648 va tenir com a conseqüència la devastació de Berlín. Un terç de les cases quedaren destruïdes i la ciutat perdia la meitat de la població. Frederic Guillem I, conegut com el "Gran Elector", que havia succeït el seu pare Jordi Guillem com a governant el 1640, iniciava una política d'immigració que promovia la tolerància religiosa. Amb l'edicte de Potsdam el 1685, Frederic Guillem I oferia asil als hugonots francesos. Més de 15.000 hugonots anaren cap a Brandenburg, 6.000 dels quals s'instal·laren a Berlín. Cap al 1700, aproximadament, un vint per cent dels residents de Berlín eren francesos, i la seva influència cultural a la ciutat era immensa. Molts altres immigrants provenien de Bohèmia, Polònia, i Salzburg.

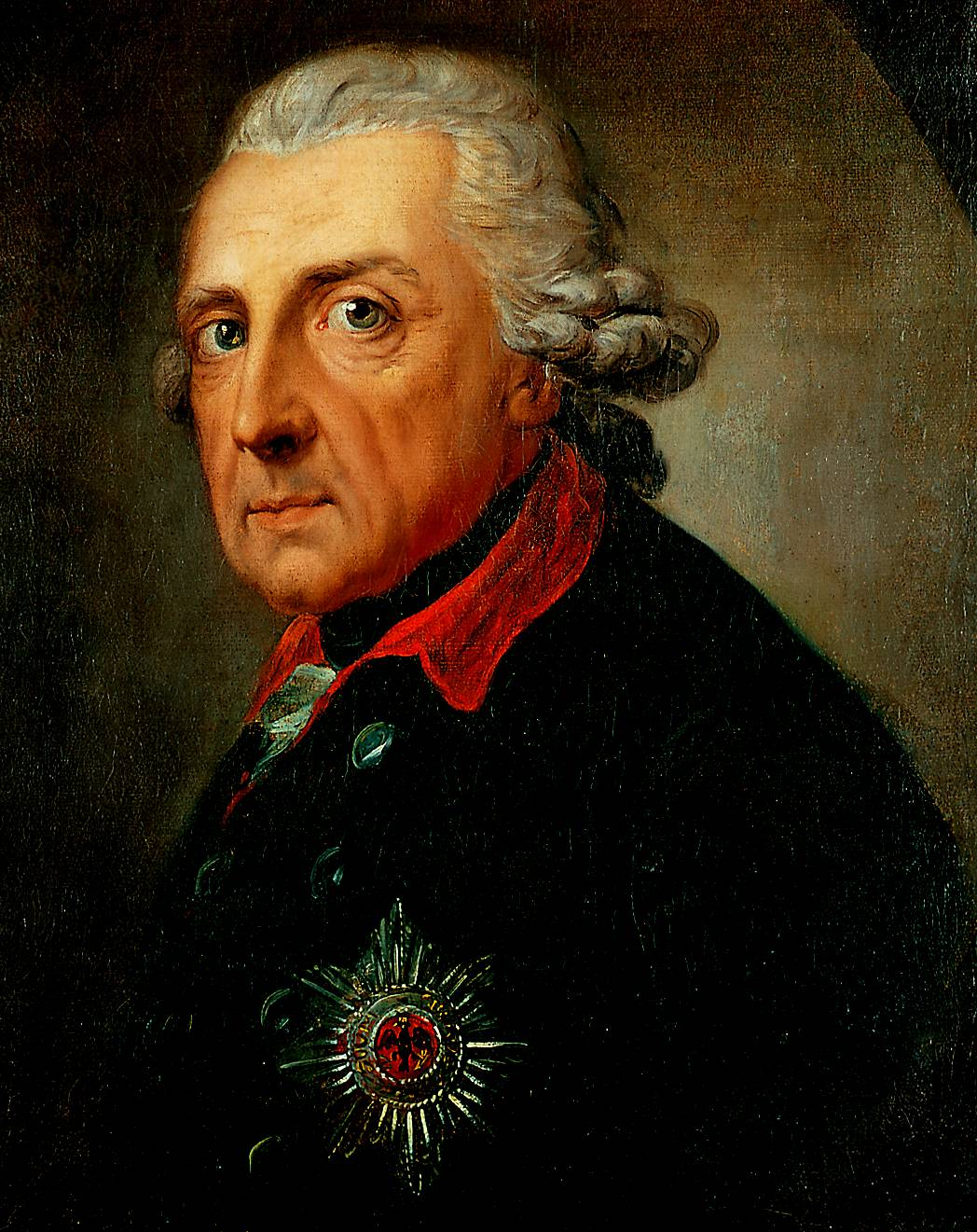
Frederic el Gran

Amb la coronació de Frederic I el 1701 com a rei (a Königsberg), Berlín es convertia en la capital del Regne de Prússia. El 1740 Frederic II, conegut com a Frederic el Gran (1740-1786) arriba al poder. Berlín es convertia, sota el seu regnat, en un centre de la Il·lustració. Després de la victòria de França a la Guerra de la Quarta coalició, Napoleó Bonaparte es dirigia a Berlín el 1806, però concedia l'autogovern a la ciutat. El 1815, la ciutat formava part de la nova província de Brandenburg.

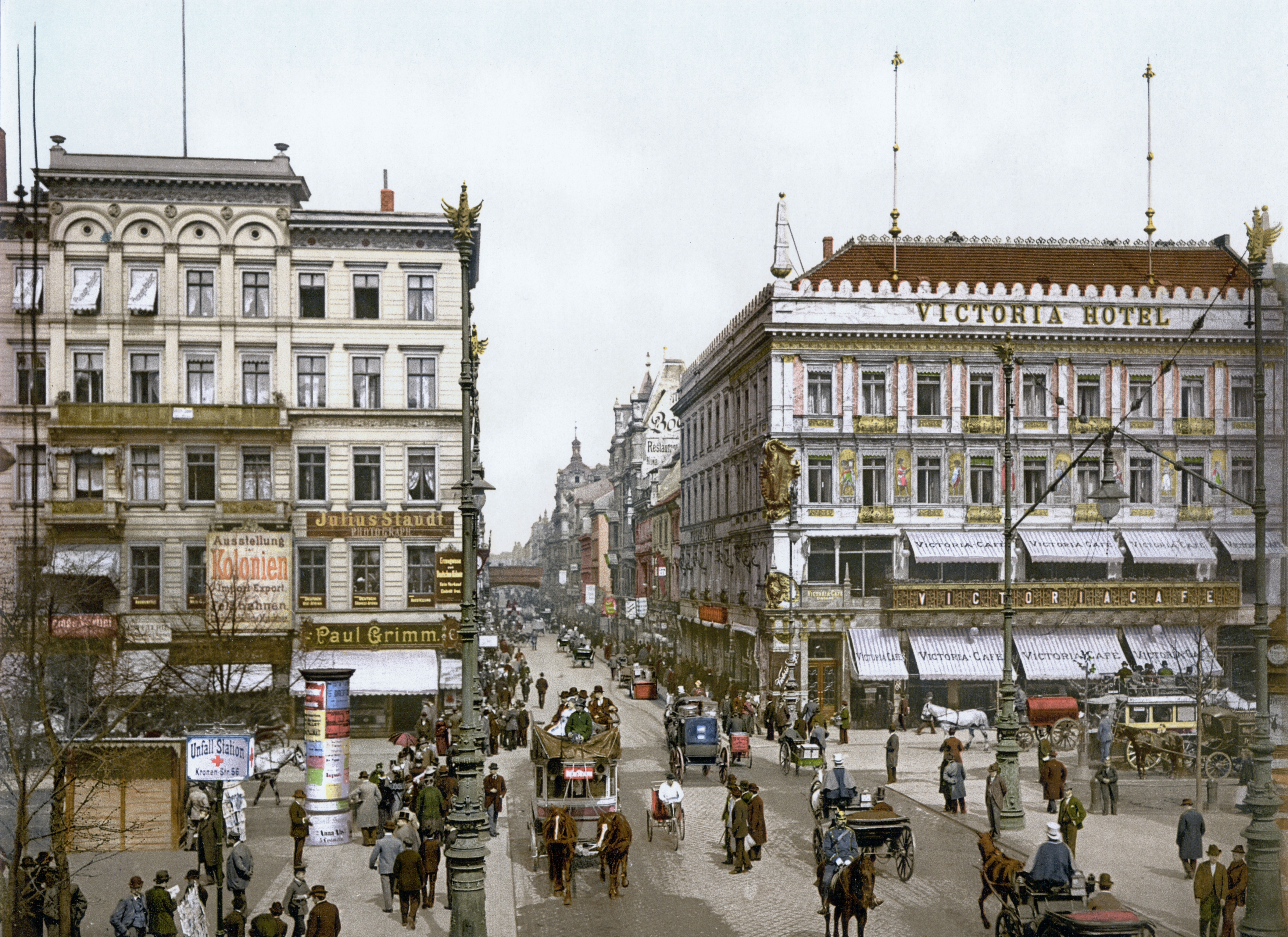
Berlín es convertia en la capital de l'Imperi alemany el 1871. (Bulevard Unter den Linden, 1900.)

La Revolució Industrial transformava Berlín durant el segle xix; l'economia de la ciutat i la població s'expandiren extraordinàriament, i es convertia en el principal centre ferroviari i econòmic d'Alemanya. Els suburbis aviat es desenvoluparen i augmentaren l'àrea i la població de Berlín.
Després d'haver estat la residència dels reis de Prússia, Berlín va esdevenir gran al segle xix, sobretot quan el 1871 fou proclamada capital de l'Imperi germànic. Va mantenir l'estatus de capital també durant la República de Weimar i sota el règim nazi, raó per la qual fou un dels objectius principals dels atacs aeris aliats durant la Segona Guerra Mundial.
Després de la separació de la ciutat en dues meitats a la fi de la guerra, la part oriental de Berlín va esdevenir la capital de la República Democràtica Alemanya (RDA), mentre que la capital de la República Federal Alemanya es va traslladar a Bonn. Durant la guerra freda, el Berlín oest fou una illa d'Occident enllà del "teló d'acer". La confrontació entre els dos blocs va fer visible la separació de la ciutat, primer quan el 1948 es va haver d'abastir Berlín oest mitjançant un pont aeri, i més endavant el 14 d'agost de 1961, quan el govern de l'Alemanya oriental va alçar el mur de Berlín. A conseqüència de la caiguda del mur el 1989 i amb la reunificació de les dues Alemanyes, Berlín ha tornat a ser la capital de l'Alemanya unida.

## Geografia

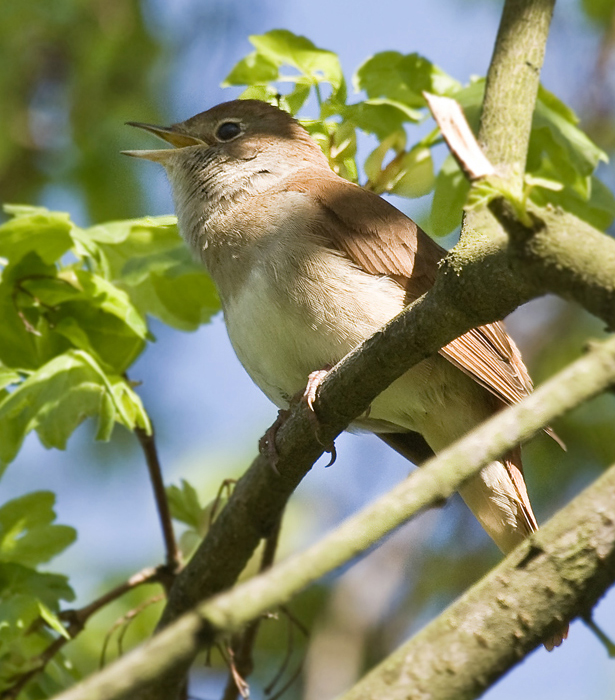
Rossinyol a Berlín

### Flora i fauna
Berlín compta amb una gran varietat d'espais on predomina la natura, especialment boscos i llacs. El roure, el pi, el bedoll i l'alzina hi creixen de manera natural i conformen bona part de la seva superfície forestal. Pel que fa a la fauna, hi predominen ocells com la cornella emmantellada, el colom domèstic, el colom tudó, la garsa, l'estornell vulgar i el pardal, així com el bernat pescaire, l'ànec collverd i el cigne mut a les zones lacustres.
Els mamífers salvatges més comuns són el conill, la rata comuna i la rata negra, el ratolí comú, l'esquirol vermell i la guineu; a les zones de bosc espès s'hi pot veure el cabirol. Pel que fa als rèptils, destaca la presència de tortugues introduïdes als estanys i llacs i que han aconseguit sobreviure-hi malgrat el clima relativament fred de Berlín; les més comunes formen part de l'espècie Trachemys scripta.
El Jardí Zoològic de Berlín (Zoologischer Garten Berlin) és un dels zoos més grans d'Alemanya, i un dels més complets del món en nombre d'espècies animals. Es troba al límit occidental del barri de Tiergarten.

### Clima
Berlín té un clima temperat, segons el sistema de classificació de clima Köppen. Els estius són calorosos amb temperatures altes, de mitjana 22-25 °C (mig 70) i les baixes de 12-14 °C. Els hiverns són freds amb temperatures altes de mitjana de 4 °C i les baixes de 2 a 0 °C. La primavera i la tardor són generalment suaus. La zona edificada de Berlín crea un microclima, amb calor emmagatzemada pels edificis de la ciutat. Les temperatures poden ser 4 °C més altes a la ciutat que en les àrees circumdants.
Les precipitacions anuals són de 571 mm, amb precipitacions moderades durant l'any. De desembre a març sol nevar, tot i que la neu sol desfer-se ràpidament.
| Dades climàtiques a Berlín (1971-2000)            | Dades climàtiques a Berlín (1971-2000) | Dades climàtiques a Berlín (1971-2000) | Dades climàtiques a Berlín (1971-2000) | Dades climàtiques a Berlín (1971-2000) | Dades climàtiques a Berlín (1971-2000) | Dades climàtiques a Berlín (1971-2000) | Dades climàtiques a Berlín (1971-2000) | Dades climàtiques a Berlín (1971-2000) | Dades climàtiques a Berlín (1971-2000) | Dades climàtiques a Berlín (1971-2000) | Dades climàtiques a Berlín (1971-2000) | Dades climàtiques a Berlín (1971-2000) | Dades climàtiques a Berlín (1971-2000) |
| Mes                                               | gen                                    | febr                                   | març                                   | abr                                    | maig                                   | juny                                   | jul                                    | ag                                     | set                                    | oct                                    | nov                                    | des                                    | anual                                  |
| ------------------------------------------------- | -------------------------------------- | -------------------------------------- | -------------------------------------- | -------------------------------------- | -------------------------------------- | -------------------------------------- | -------------------------------------- | -------------------------------------- | -------------------------------------- | -------------------------------------- | -------------------------------------- | -------------------------------------- | -------------------------------------- |
| Màxima rècord °C (°F)                             | 15.2 (59.4)                            | 18.6 (65.5)                            | 25.1 (77.2)                            | 30.9 (87.6)                            | 33.3 (91.9)                            | 36.1 (97)                              | 37.9 (100.2)                           | 37.7 (99.9)                            | 34.2 (93.6)                            | 27.5 (81.5)                            | 19.5 (67.1)                            | 15.7 (60.3)                            | 37.9 (100.2)                           |
| Màxima mitjana °C (°F)                            | 2.9 (37.2)                             | 4.2 (39.6)                             | 8.5 (47.3)                             | 13.2 (55.8)                            | 18.9 (66)                              | 21.6 (70.9)                            | 23.7 (74.7)                            | 23.6 (74.5)                            | 18.8 (65.8)                            | 13.4 (56.1)                            | 7.1 (44.8)                             | 4.4 (39.9)                             | 13.36 (56.05)                          |
| Mitjana diària °C (°F)                            | 0.5 (32.9)                             | 1.4 (34.5)                             | 4.9 (40.8)                             | 8.7 (47.7)                             | 14.0 (57.2)                            | 17.8 (64)                              | 19.3 (66.7)                            | 18.9 (66)                              | 14.7 (58.5)                            | 9.9 (49.8)                             | 4.7 (40.5)                             | 2.0 (35.6)                             | 9.73 (49.52)                           |
| Mínima mitjana °C (°F)                            | −1.9 (28.6)                            | −1.5 (29.3)                            | 1.3 (34.3)                             | 4.2 (39.6)                             | 9.0 (48.2)                             | 12.3 (54.1)                            | 14.3 (57.7)                            | 14.1 (57.4)                            | 10.6 (51.1)                            | 6.4 (43.5)                             | 2.2 (36)                               | −0.4 (31.3)                            | 5.88 (42.59)                           |
| Mínima rècord °C (°F)                             | −21.0 (−5.8)                           | −26.0 (−14.8)                          | −16.5 (2.3)                            | −6.7 (19.9)                            | −2.9 (26.8)                            | 0.8 (33.4)                             | 5.4 (41.7)                             | 4.7 (40.5)                             | −0.5 (31.1)                            | −9.6 (14.7)                            | −16.1 (3)                              | −20.2 (−4.4)                           | −26.0 (−14.8)                          |
| Pluja mitjana mm (polzades)                       | 42.3 (1.665)                           | 33.3 (1.311)                           | 40.5 (1.594)                           | 37.1 (1.461)                           | 53.8 (2.118)                           | 68.7 (2.705)                           | 55.5 (2.185)                           | 58.2 (2.291)                           | 45.1 (1.776)                           | 37.3 (1.469)                           | 43.6 (1.717)                           | 55.3 (2.177)                           | 570.7 (22.469)                         |
| Mitjana de dies de pluja (≥ 1.0 mm)               | 10.0                                   | 8.0                                    | 9.1                                    | 7.8                                    | 8.9                                    | 7.0                                    | 7.0                                    | 7.0                                    | 7.8                                    | 7.6                                    | 9.6                                    | 11.4                                   | 101.2                                  |
| Mitjana mensual d'hores de sol                    | 46.5                                   | 73.5                                   | 120.9                                  | 159.0                                  | 220.1                                  | 222.0                                  | 217.0                                  | 210.8                                  | 156.0                                  | 111.6                                  | 51.0                                   | 37.2                                   | 1.625,6                                |
| Font: World Meteorological Organization (UN), HKO |                                        |                                        |                                        |                                        |                                        |                                        |                                        |                                        |                                        |                                        |                                        |                                        |                                        |

## Demografia

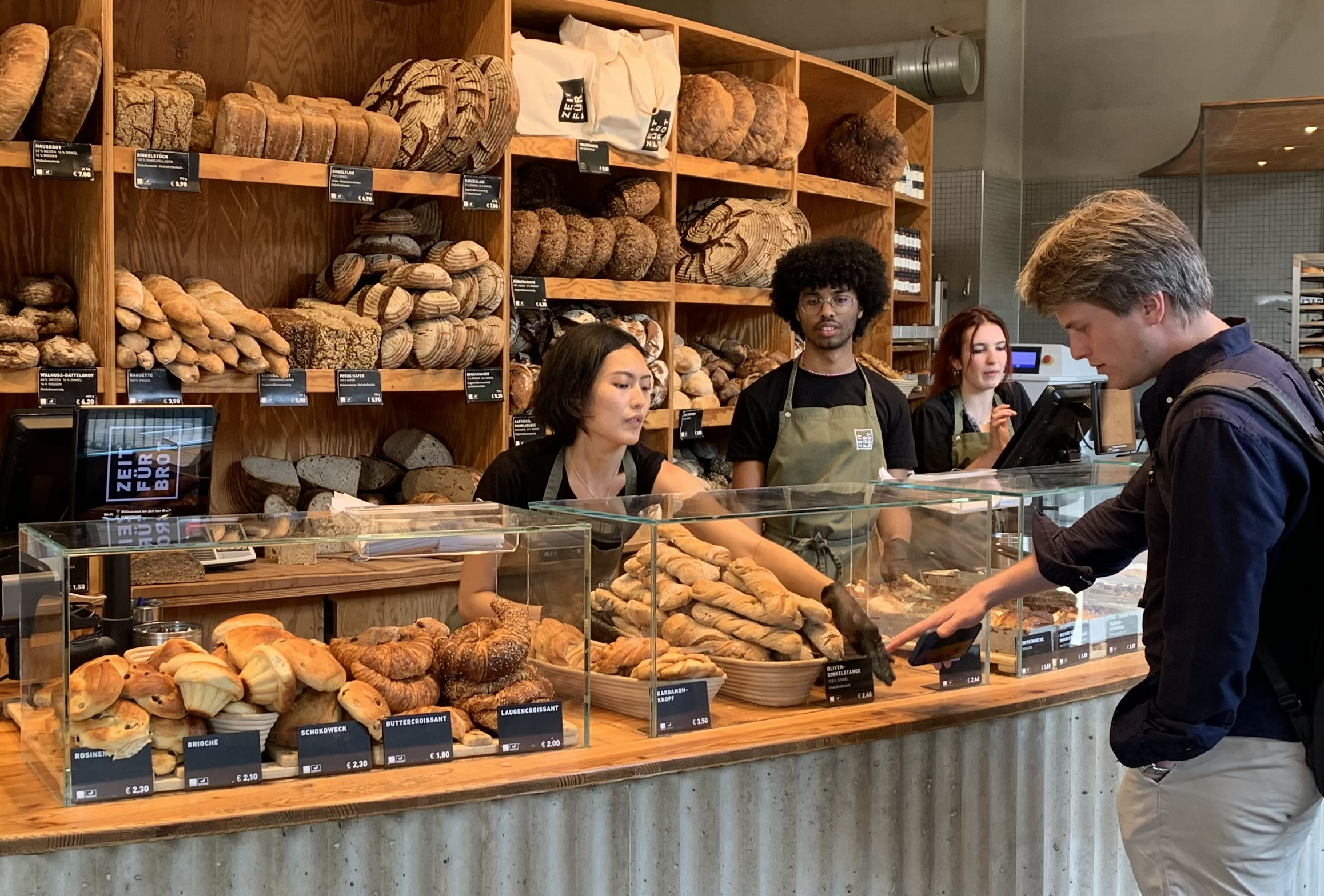
Fleca de Berlín

Berlín té una població molt diversa, amb moltes cultures, religions i s'hi parlen més de 200 llengües. El 2023 la població era de 3.700.000, dins els límits del Berlín i és la municipalitat més poblada de la Unió Europea. L'àrea metropolitana s'estima que té una població d'entre 5 i 6 milions.
Una cequena part de la població de Berlín la conformen ciutadans d'altres països (2020). Molts d'aquests immigrants van arribar com a treballadors temporals, encara que finalment es van establir en la ciutat. El grup més important d'aquests treballadors és el dels turcs, seguits pels italians, polonesos, russos i altres subgrups procedents dels estats de Iugoslàvia i diverses nacions d'Àfrica i Àsia.
La població de Berlín ha crescut ràpidament des del final de la Segona Guerra Mundial (1945), quan havia caigut a només 2.300.000. Avui dia Berlín consta de 3.700.000 habitants. Els factors que van contribuir al creixement de la població s'hi troben la tornada dels residents evacuats durant la guerra, un flux d'alemanys de l'est a Berlín Oest i un gran nombre de gent que va arribar com a immigrant.
Des de la reunificació alemanya (1990), centenars de milers de nouvinguts han arribat a la ciutat.

### Religió
Aproximadament el 70% de la població de Berlín no professa una religió (2020). A l'Església evangèlica pertanyen prop de 13% de la població, a l'Església catòlica un 8% i a altres confessions cristianes un 3%. Altres religions són practicades per xicotets segments de la població, principalment l'islam, amb un 5-8% de població.

## Política i govern

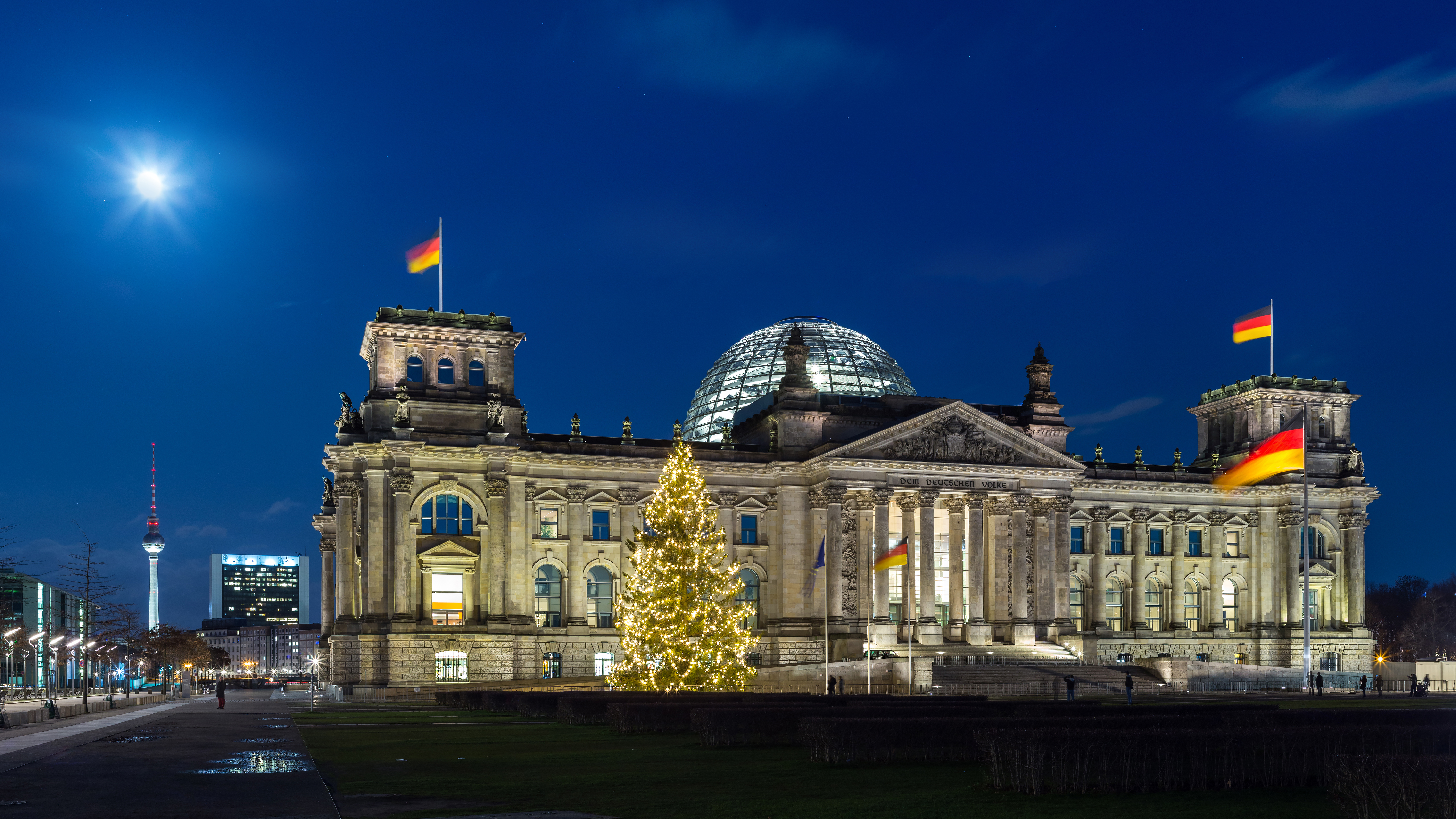
El Bundestag

Després de formar part de la marca de Brandenburg, Berlín fou la capital del Reich i de Prússia, a més de ser una província prussiana, fins al 1945, i avui és una de les tres "ciutats estat" entre els 16 länder alemanys, juntament amb Hamburg i Bremen.
Perquè Berlín es tornés a convertir de dret en la capital d'Alemanya, va caldre realitzar una votació en el Bundestag el juny de 1991, en què es va decidir transferir les institucions de Bonn a Berlín. La transferència del govern federal i de la cancelleria va tenir lloc el 1999.

### Land Berlin
El parlament de la ciutat i de l'estat (de Berlín) s'anomena Abgeordnetenhaus. Berlín és governada per un Regierender Bürgermeister, que és alcalde de la ciutat i cap del Bundesland al mateix temps. Actualment, aquest càrrec l'ocupa Kai Wegner (CDU) (2023).
Des de l'1 de gener del 2001, Berlín se subdivideix en 12 districtes anomenats Bezirke, provinents de la reorganització dels 23 districtes precedents.
| Districte (Bezirk)         | Habitants 31 de marzo de 2010 | Superficie km² | Densitat de població per km² | Mapa                       |
| -------------------------- | ----------------------------- | -------------- | ---------------------------- | -------------------------- |
| Charlottenburg-Wilmersdorf | 319 628                       | 64,72          | 4 878                        | Los 12 distritos de Berlín |
| Friedrichshain-Kreuzberg   | 268 225                       | 20,16          | 13 187                       | Los 12 distritos de Berlín |
| Lichtenberg                | 259 881                       | 52,29          | 4 952                        | Los 12 distritos de Berlín |
| Marzahn-Hellersdorf        | 248 264                       | 61,74          | 4 046                        | Los 12 distritos de Berlín |
| Mitte                      | 332 919                       | 39,47          | 8 272                        | Los 12 distritos de Berlín |
| Neukölln                   | 310 283                       | 44,93          | 6 804                        | Los 12 distritos de Berlín |
| Pankow                     | 366 441                       | 103,01         | 3 476                        | Los 12 distritos de Berlín |
| Reinickendorf              | 240 454                       | 89,46          | 2 712                        | Los 12 distritos de Berlín |
| Spandau                    | 223 962                       | 91,91          | 2 441                        | Los 12 distritos de Berlín |
| Steglitz-Zehlendorf        | 293 989                       | 102,50         | 2 818                        | Los 12 distritos de Berlín |
| Tempelhof-Schöneberg       | 335 060                       | 53,09          | 6 256                        | Los 12 distritos de Berlín |
| Treptow-Köpenick           | 241 335                       | 168,42         | 1 406                        | Los 12 distritos de Berlín |

### L'escut d'armes
L'escut de la ciutat de Berlín ve definit per la següent descripció heràldica, inclosa a la Llei de símbols del Lander de Berlín, aprovada pel govern federal a 13 de maig de 1954: En un camper d'argent, un os rampant de sable armat i amb llengua de gules. Al timbre, una corona d'or decorada amb vuit flors del mateix metall, cinc de les quals són vistes.
La bandera de la ciutat de Berlín està formada per una tela rectangular dividida en tres bandes horitzontals, essent vermelles les exteriors i blanca la central. L'amplada de la banda central és tres cops l'amplada de cadascuna de les bandes exteriors, i les proporcions generals de la bandera són de 3:5.

### Policia

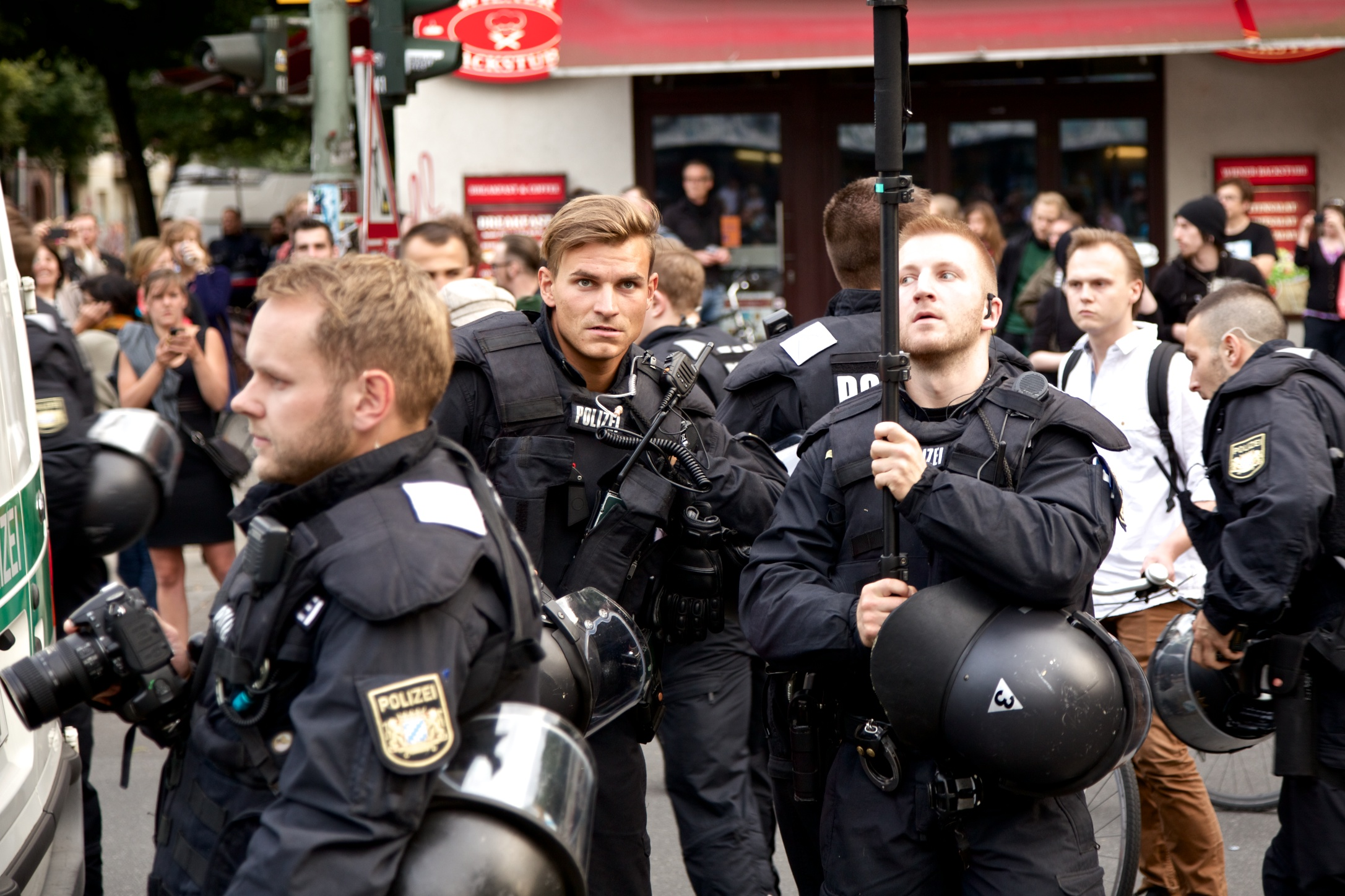
Policies

La Policia de Berlín (Polizei Berlin) és l'alemany Landespolizei força per la ciutat estatal de Berlín. Llei enforcement dins Alemanya és dividida entre federal i estat (Terra) agències.
La Policia de Berlín és al comandament del President Policial, Barbara Slowik (2025). El seu ajudant és Vicepresident Policial Michael Krömer. Són donats suport en l'administració de la força per l'Oficina de Personal del President Policial, els Comandants de les sis Divisions Locals, la Divisió per Tasques Centrals, el Departament d'Investigació Criminal i la Divisió de Serveis Central.

## Paisatge urbà
Tot i que Berlín té un bon nombre d'edificis notables dels segles precedents, la ciutat d'avui dia està fortament caracteritzada pel paper clau que ha tingut en la història alemanya del segle xx. D'una banda, qualsevol govern que ha tingut la seu a Berlín: l'Imperi germànic del 1871, la República de Weimar, l'Alemanya nazi, la RDA i ara l'Alemanya unida, hi ha portat a terme ambiciosos programes urbanístics, cadascun amb el seu caràcter distintiu.

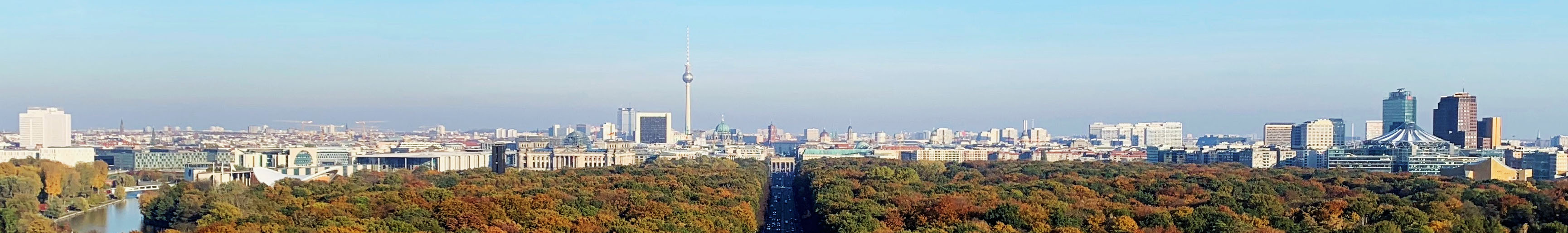
Berlín 2021

### Arquitectura

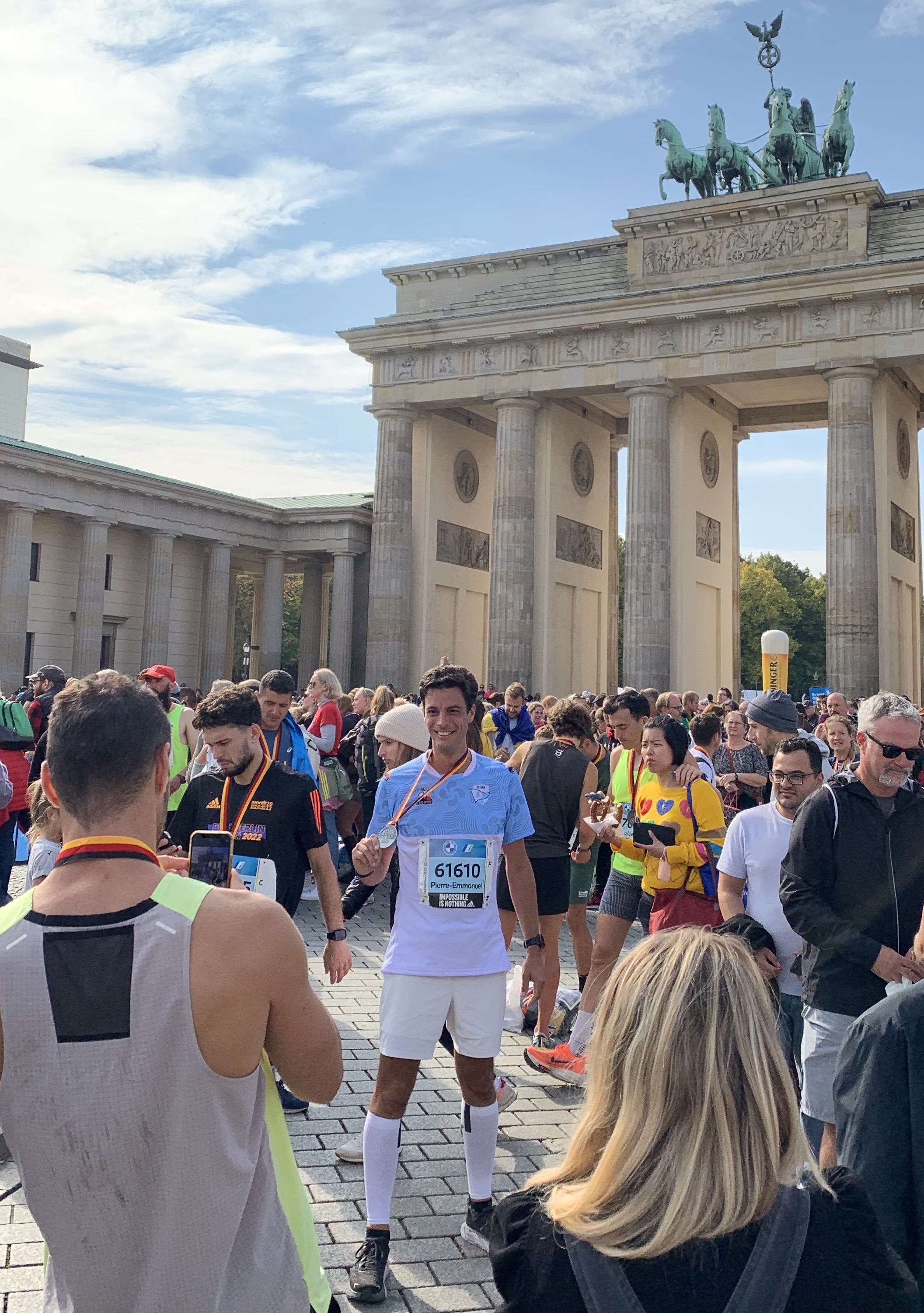
Porta de Brandenburg (Marató de Berlín, 2022)

La Fernsehturm (torre de TV) a l'Alexanderplatz, a Mitte, és la segona estructura més alta en la Unió Europea amb 368 m. Construïda el 1969, és visible des de la majoria dels districtes centrals de Berlín. La ciutat es pot veure des d'un mirador situat als 204 m. Comença aquí la Karl-Marx-Allee cap a l'est, una avinguda coberta d'edificis residencials monumentals, dissenyats en l'estil del classicisme socialista. Adjacent a aquesta àrea hi ha el Rotes Rathaus (ajuntament), amb la seva arquitectura de maó vermell distintiva. Al davant, hi ha una font de Neptú, que presenta una escena mitològica.
L'East Side Gallery és una exhibició a l'aire lliure d'art pintat directament en les últimes porcions existents del mur de Berlín. És l'evidència restant més gran de la divisió històrica de la ciutat. Ha sofert últimament una restauració.

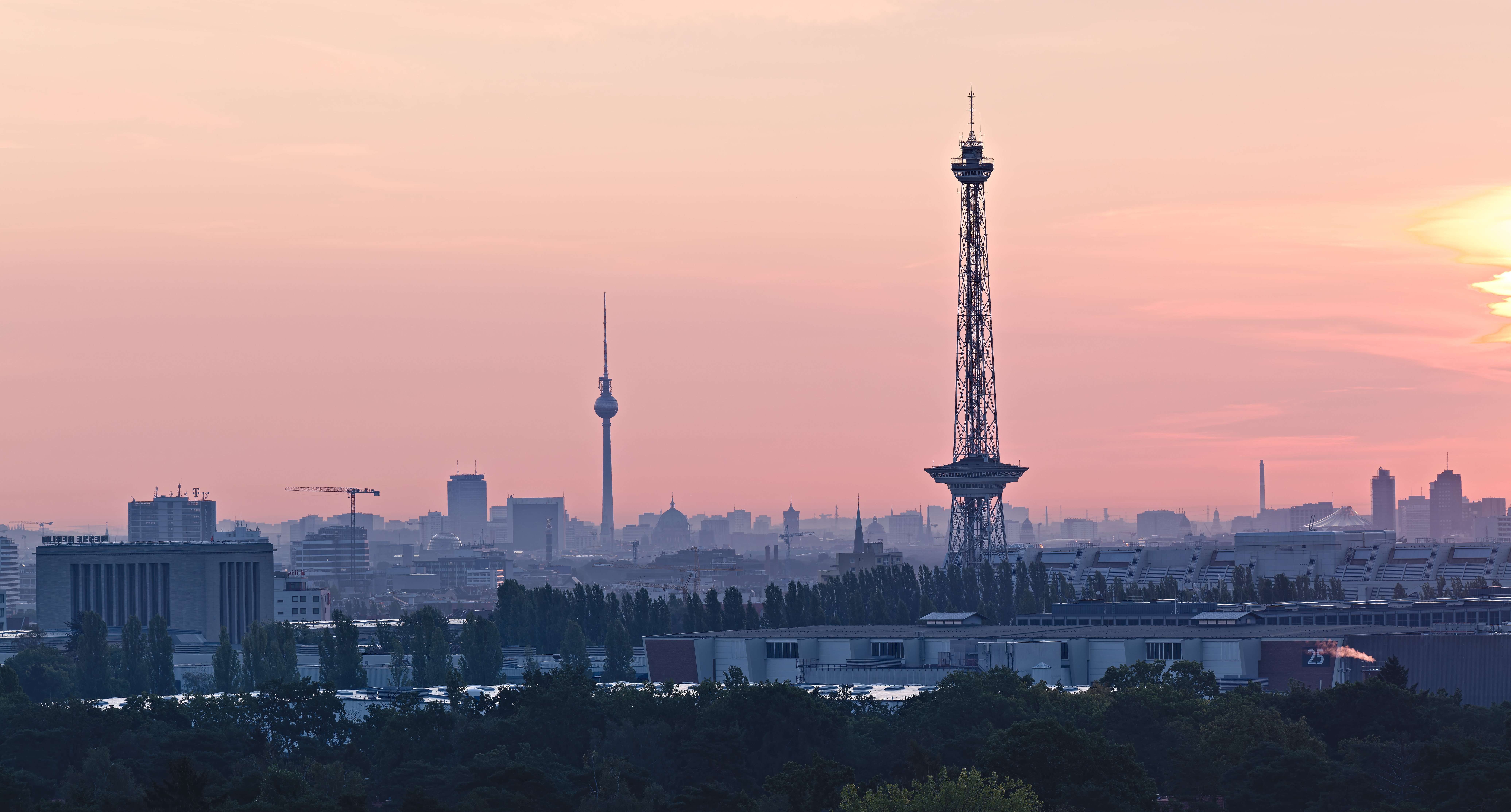
Torre de comunicacions d'Alexanderplatz (esquerra)

La porta de Brandenburg és una fita icònica de Berlín i Alemanya. També apareix a les monedes de l'euro alemany (10, 20, i 50 cèntims). L'edifici de Reichstag és la seu tradicional del Parlament alemany, renovat durant els anys 1950 dels greus danys de la Segona Guerra Mundial. L'edifici fou remodelat una altra vegada per l'arquitecte britànic Norman Foster durant els anys 1990 i presenta una cúpula de vidre sobre l'àrea de sessió, que permet l'accés públic lliure a les diligències parlamentàries i vistes magnífiques de la ciutat.
Fan frontera amb el Gendarmenmarkt una plaça neoclàssica berlinesa, el nom de la qual es remunta a l'ocupació napoleònica de la ciutat, dues catedrals similarment dissenyades, la catedral francesa amb la seva plataforma d'observació i la catedral alemanya. El Konzerthaus (auditori), casa de l'orquestra simfònica de Berlín, s'aixeca entre les dues catedrals.
El Berliner Dom, una catedral protestant i la tercera església en aquest lloc, és localitzat a l'illa dels Museus prop del Berliner Stadtschloss i adjacent al Lustgarten. Una gran cripta alberga les restes d'alguns personatges de la família reial prussiana. La catedral de Sant Hedwig és la catedral catòlica romana de Berlín.
L'Unter den Linden és un gran avinguda de til·lers a l'est occidental de la porta de Brandenburg fins al lloc de l'anterior Berliner Stadtschloss, i abans era el passeig dels primers ministres de Berlín. Molts edificis clàssics omplen el carrer i part de Humboldt University s'hi localitza. Friedrichstraße era el carrer llegendari de Berlín durant el feliços anys vint. Combina tradicions del segle xx amb l'arquitectura moderna del Berlín d'avui.

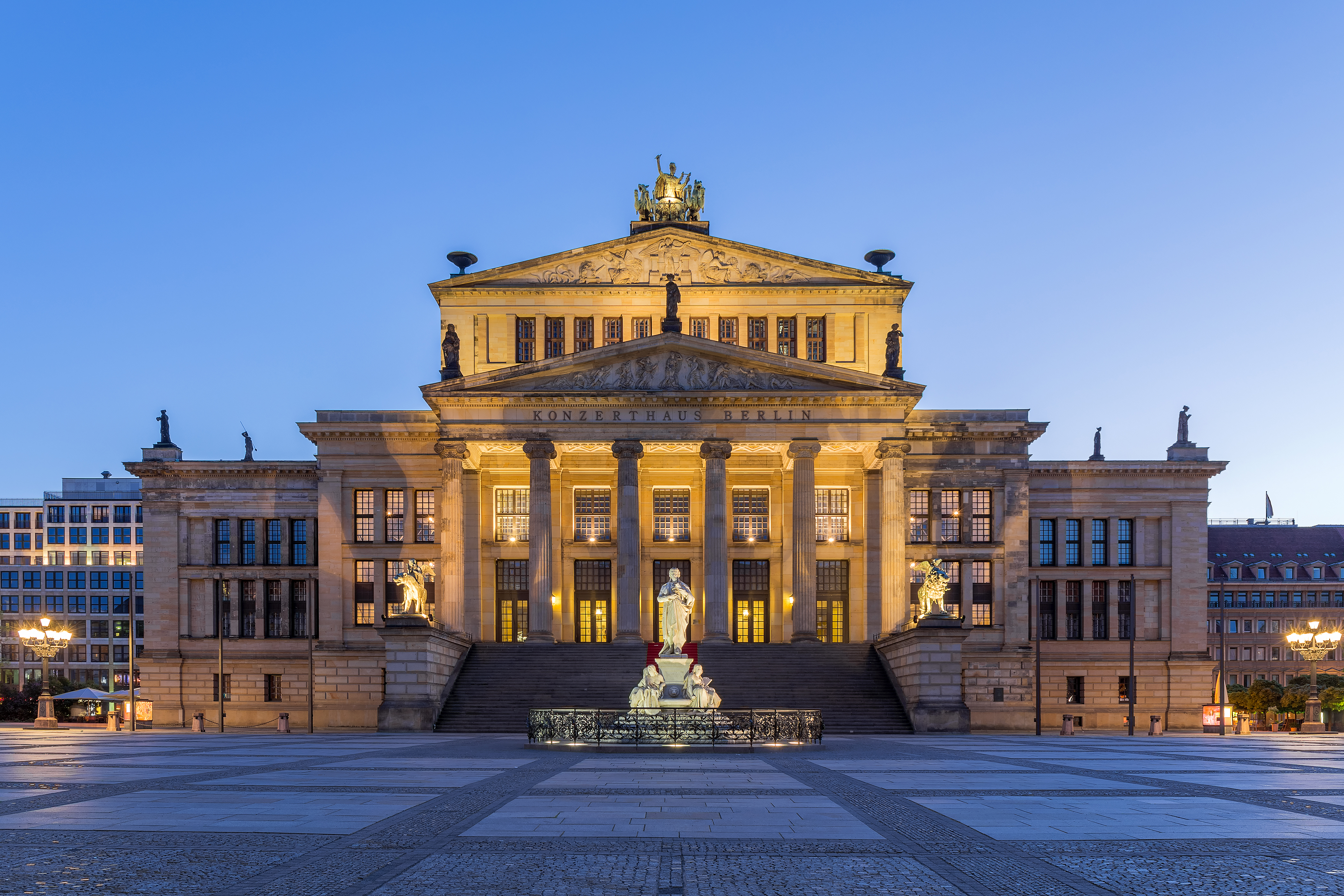
Gendarmenmarkt

La Potsdamer Platz és un barri sencer construït de zero després de 1995, després que la caiguda el mur. A l'oest de Potsdamer Platz hi ha el Kulturforum, que allotja el Gemäldegalerie, i és flanquejat pel Neue Nationalgalerie i la Filharmònica. El monument commemoratiu als jueus assassinats d'Europa, en commemoració de l'Holocaust, se situa al nord.
L'àrea al voltant de Hackescher Markt és el lloc de la cultura de la moda, amb incomptables botigues de roba, clubs, bars i galeries. També inclou la Hackesche Höfe, una conglomeració d'edificis al voltant d'uns quants patis, reconstruït al voltant de 1996. Oranienburger Straße i la nova sinagoga pròxima són el centre de cultura jueva.

### Barris

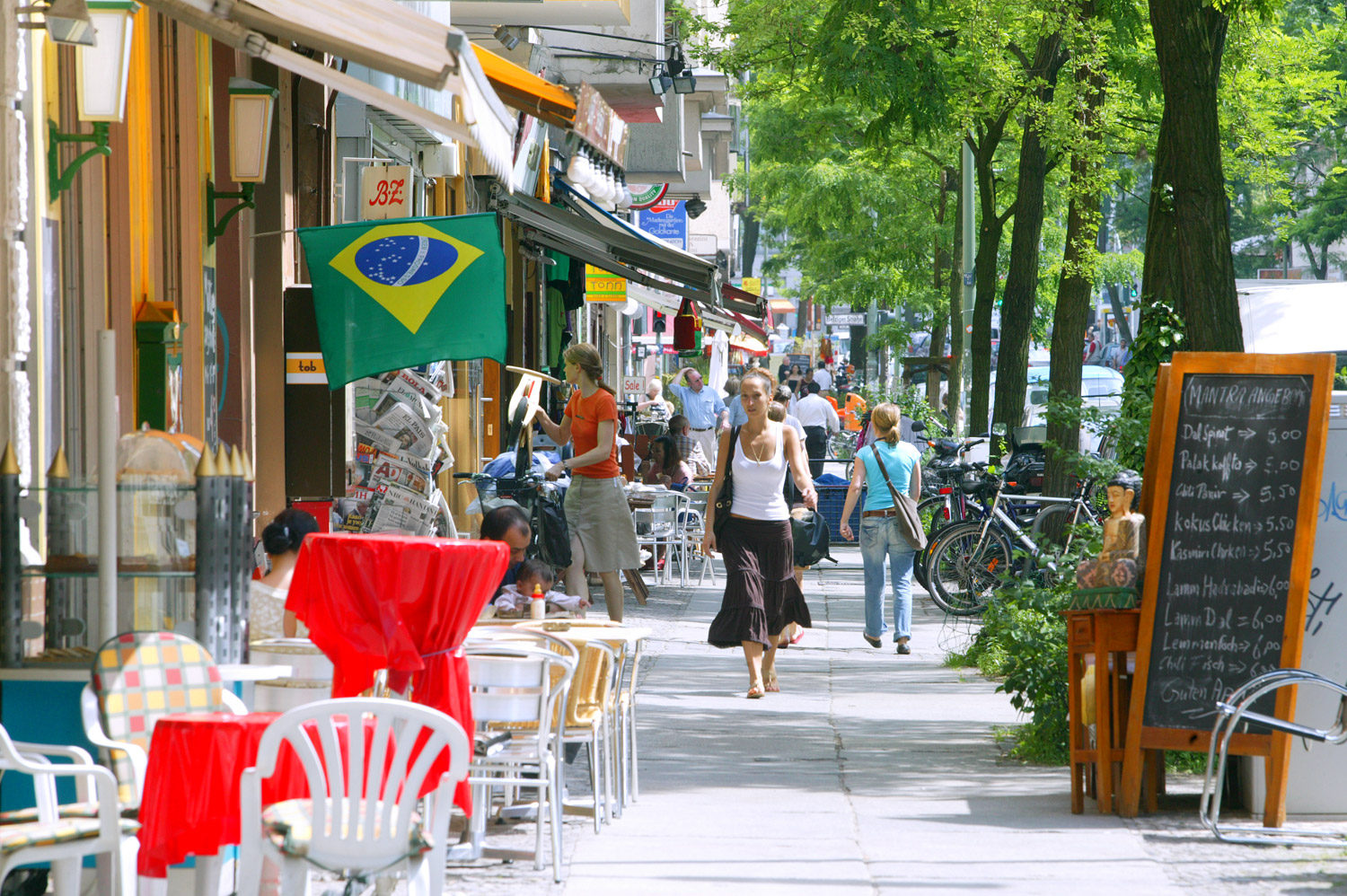
Schöneberg

- Kurfürstendamm, amb la Kaiser-Wilhelm-Gedächtniskirche.
- Tiergarten, el parc més gran de Berlín
- El barri de Kreuzberg, el "petit Istanbul".
- El barri de Schöneberg, Rathaus Schöneberg i Kennedy Platz.
- El barri der Charlottenburg, Schloß Charlottenburg
- Scheunenviertel, són avui un lloc de cultura bohèmia, amb nombrosos bars i galeries d'art. En aquest barri es troba la nova sinagoga, a Oranienburger Straße (construïda originalment als anys 1860 en estil morisc i amb una gran cúpula daurada, i reconstruïda el 1993), i el Hackesche Höfe, un conglomerat d'edificis construïts al voltant de diversos solars, reconstruïts després de 1996.
- El barri de Wedding, zona hipster
- El barri de Berlin-Friedrichshain és, junt amb el de Neukölln, el més actiu del moment. Centre artístic, al voltant de la Boxhagener Platz, es desenvolupa una vida dinàmica i jove que atreu cada cop més visitants.
- El barri de Lichtenberg, més cap a l'est, continua sent centre d'edificis prefabricats i satèl·lit urbanístic.
- Conjunts residencials modernistes de Berlín, estan inscrites a la llista del Patrimoni de la Humanitat de la UNESCO des del 2008.

## Economia

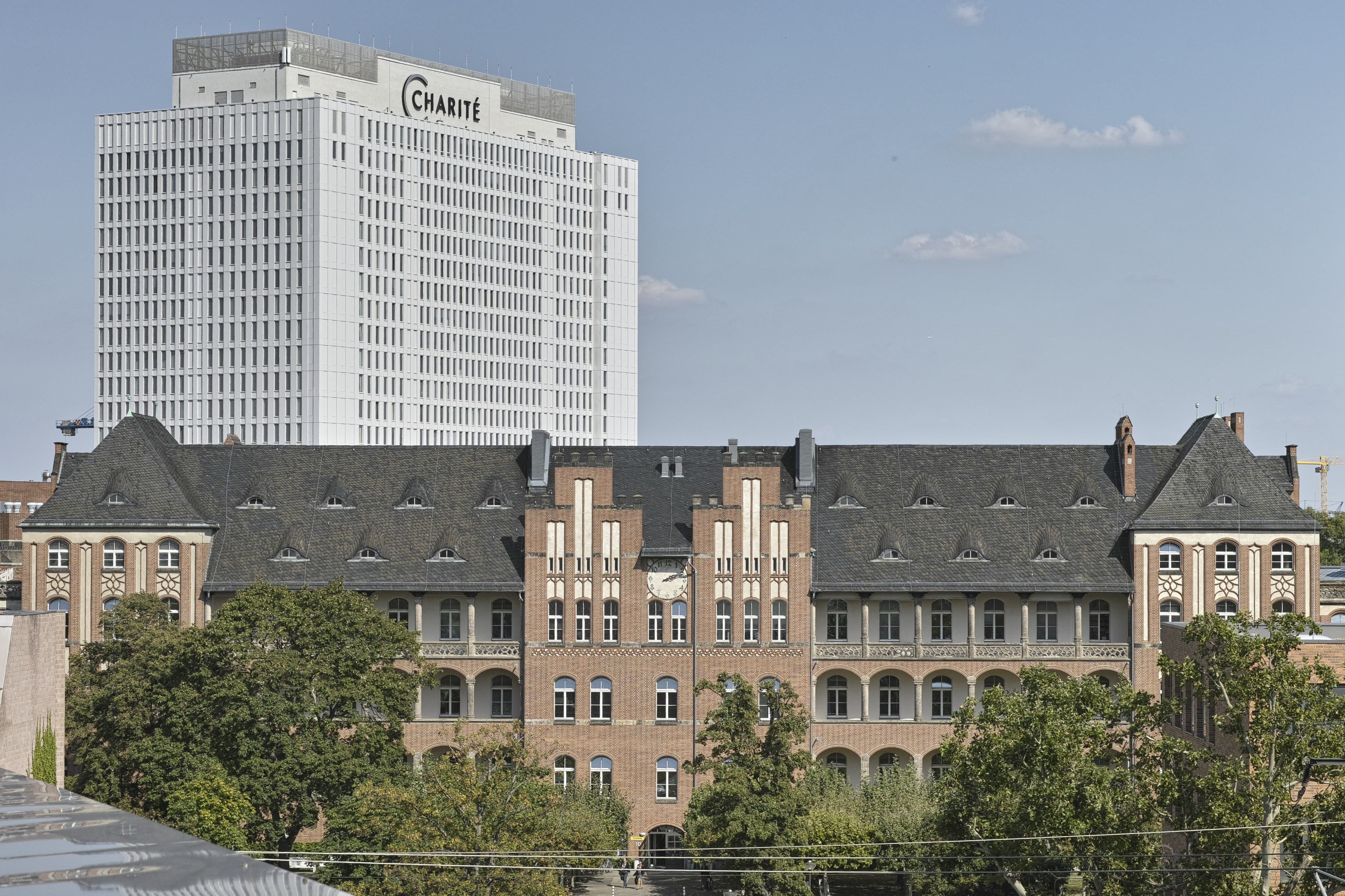
Charité

La capital d'Alemanya ha sigut durant anys sinònim de cultura, disseny i les startups. Berlin s'està especialitzant en àrees com el comerç electrònic, nous mitjans digitals i jocs en les xarxes socials.
En 2023 el PIB de Berlín era de 193.2 mil milions d'euros, o 51.209 euros per habitant. En 2024 la taxa de desocupació era del 9,5%, superior a la mitjana alemanya (6,0%).
Berlín Adlershof és un dels 15 majors parcs tecnològics a tot el món. La recerca i el desenvolupament revesteixen summa importància econòmica, i la regió Berlín-Brandenburg se situa entre les tres principals regions innovadores en la UE.

### Empreses amb seu a Berlín
Especialment després de la Guerra Freda (1990), moltes empreses que tenien la seva seu a Hamburg, Frankfurt o Köln  es van traslladar a Berlín. De les trenta empreses que conformen l'índex alemany, DAX, Siemens AG i Deutsche Bahn tenen la seua seu a Berlín. Entre els 20 majors patrons a Berlín estan l'empresa ferroviària Deutsche Bahn (DB), l'empresa del famós hospital universitari Charité, l'empresa local de transport públic BVG, el proveïdor de serveis Dussmann i Piepenbrock. Bayer Pharma i Berlin Chemie són grans companyies farmacèutiques amb seu en la ciutat. Les seus a Alemanya de Universal Music i Sony Music es troben a Berlín. Estacions de televisió locals, nacionals i internacionals, com RBB, , TVB i Welt tenen la seua seu en la ciutat.

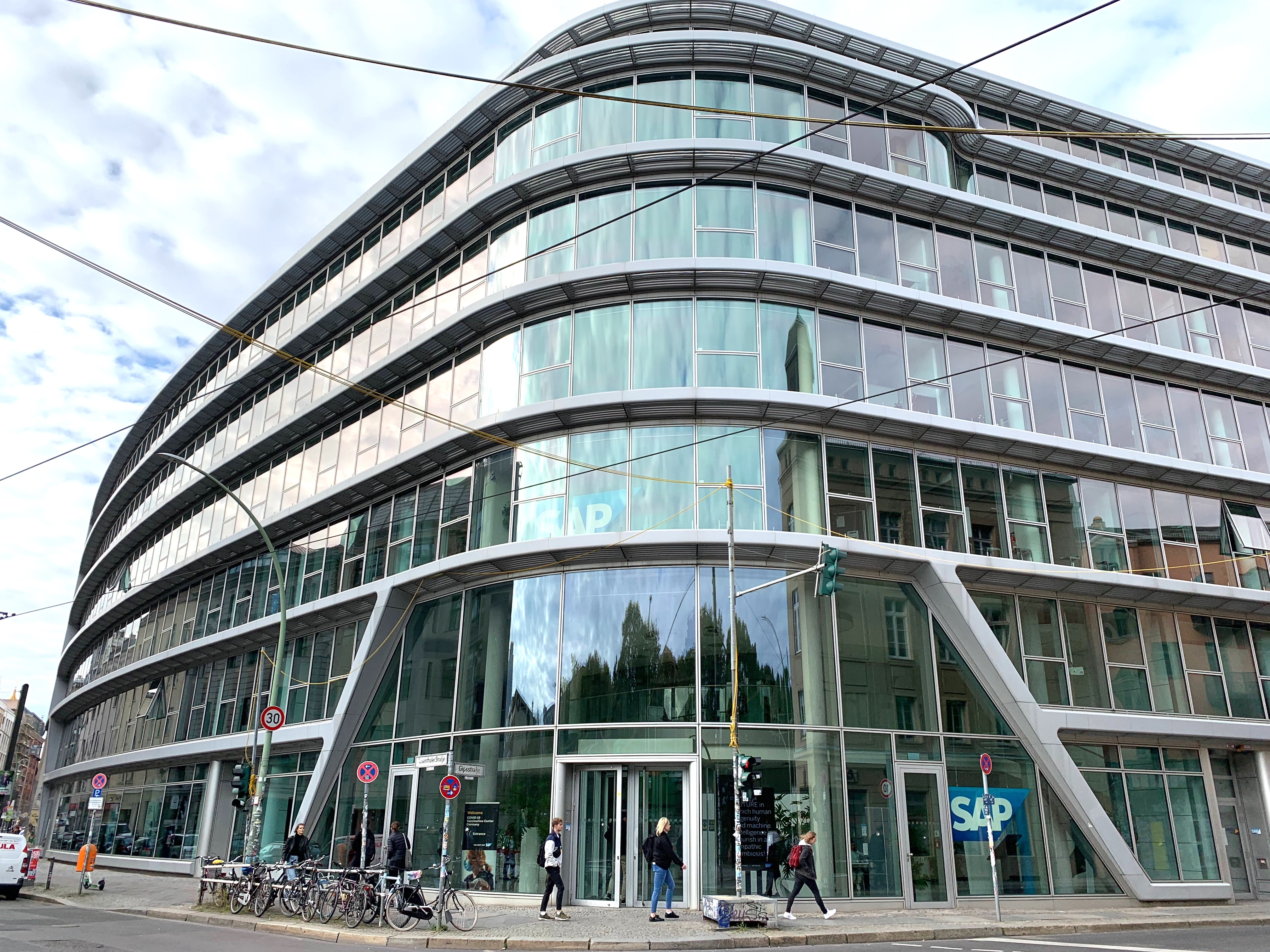
SAP SE
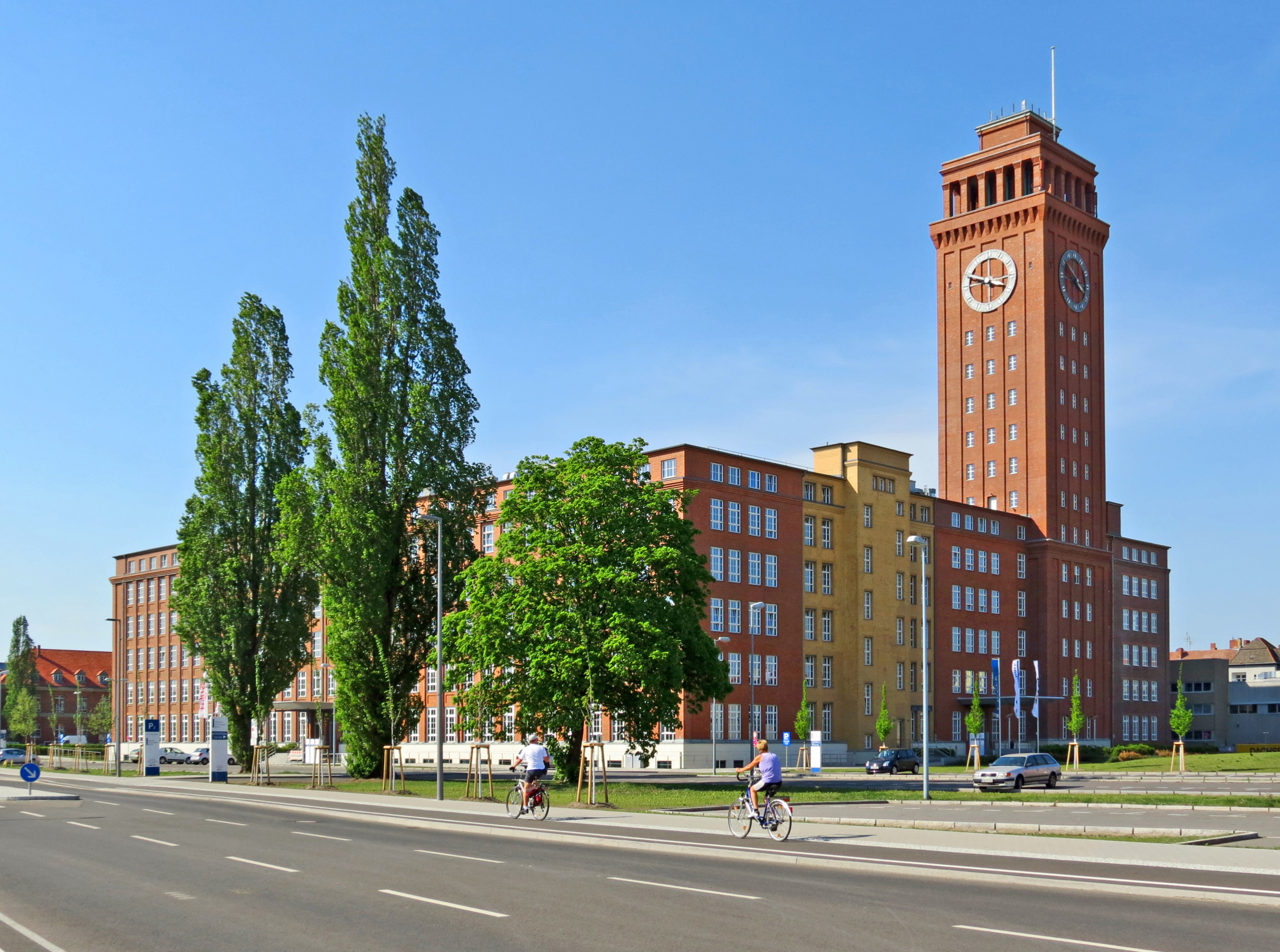
Siemens
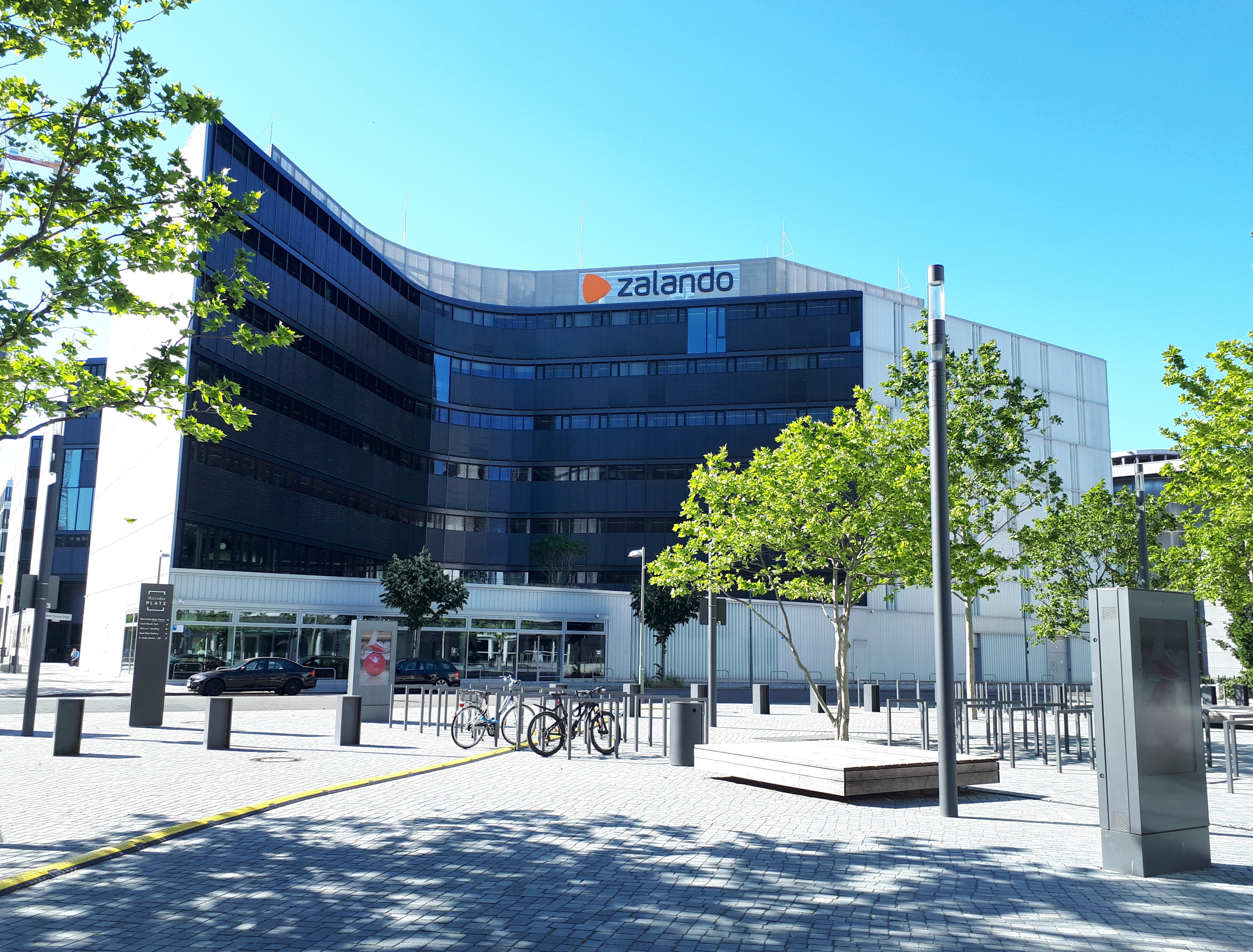
Zalando
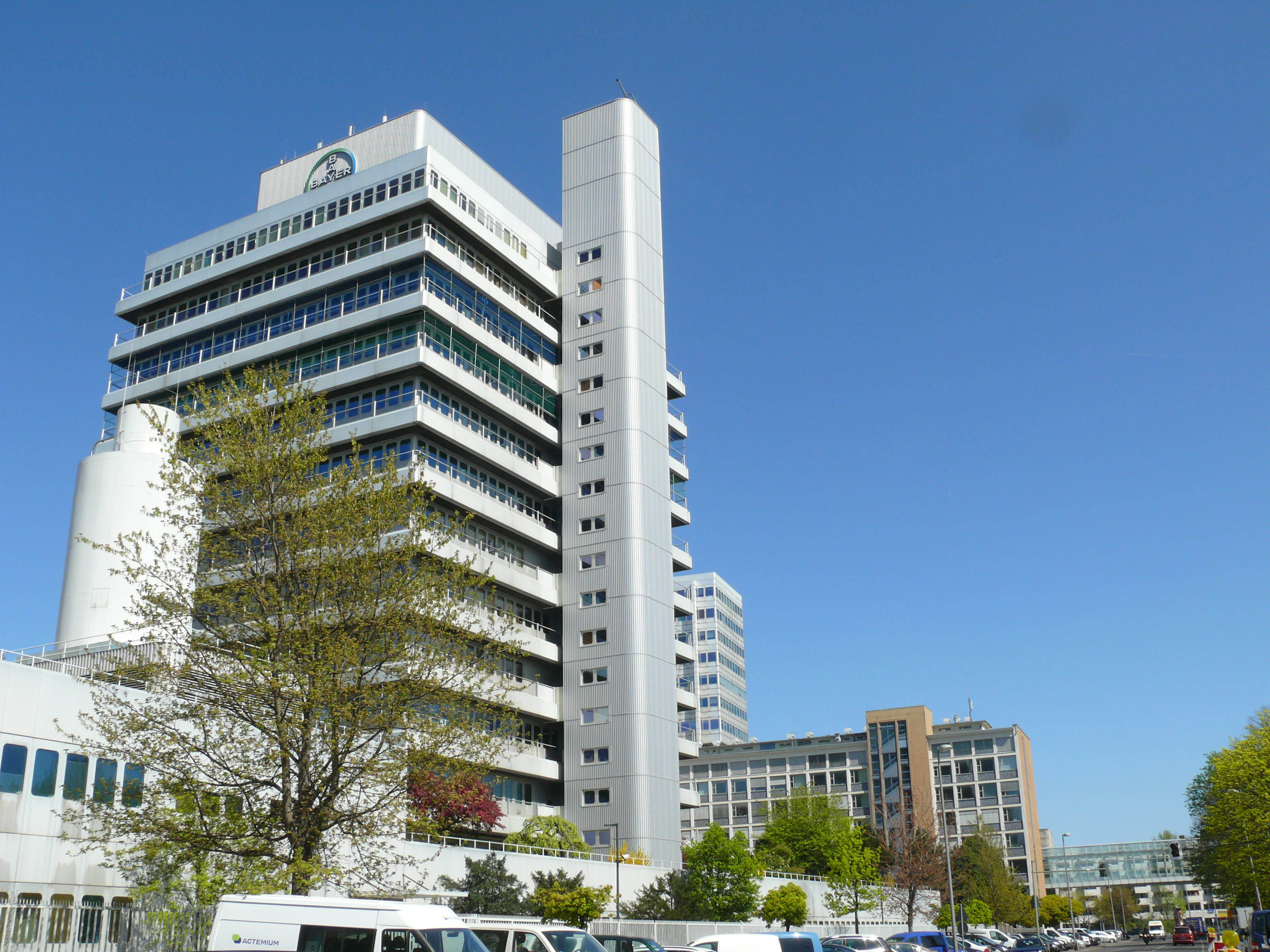
Bayer Pharmaceuticals

### Turisme
Berlín va ser la tercera ciutat més visitada d'Europa després de Londres i París, amb 13 milions de visitants el 2019. Segons dades de l'any 2019, el creixent sector turístic abasta 800 hotels amb 140.00 llits i al voltant de 31,5 milions de pernoctacions, fent de Berlín la tercera ciutat més visitada en la Unió Europea.

## Educació i investigació

Humboldt-Universität zu Berlin

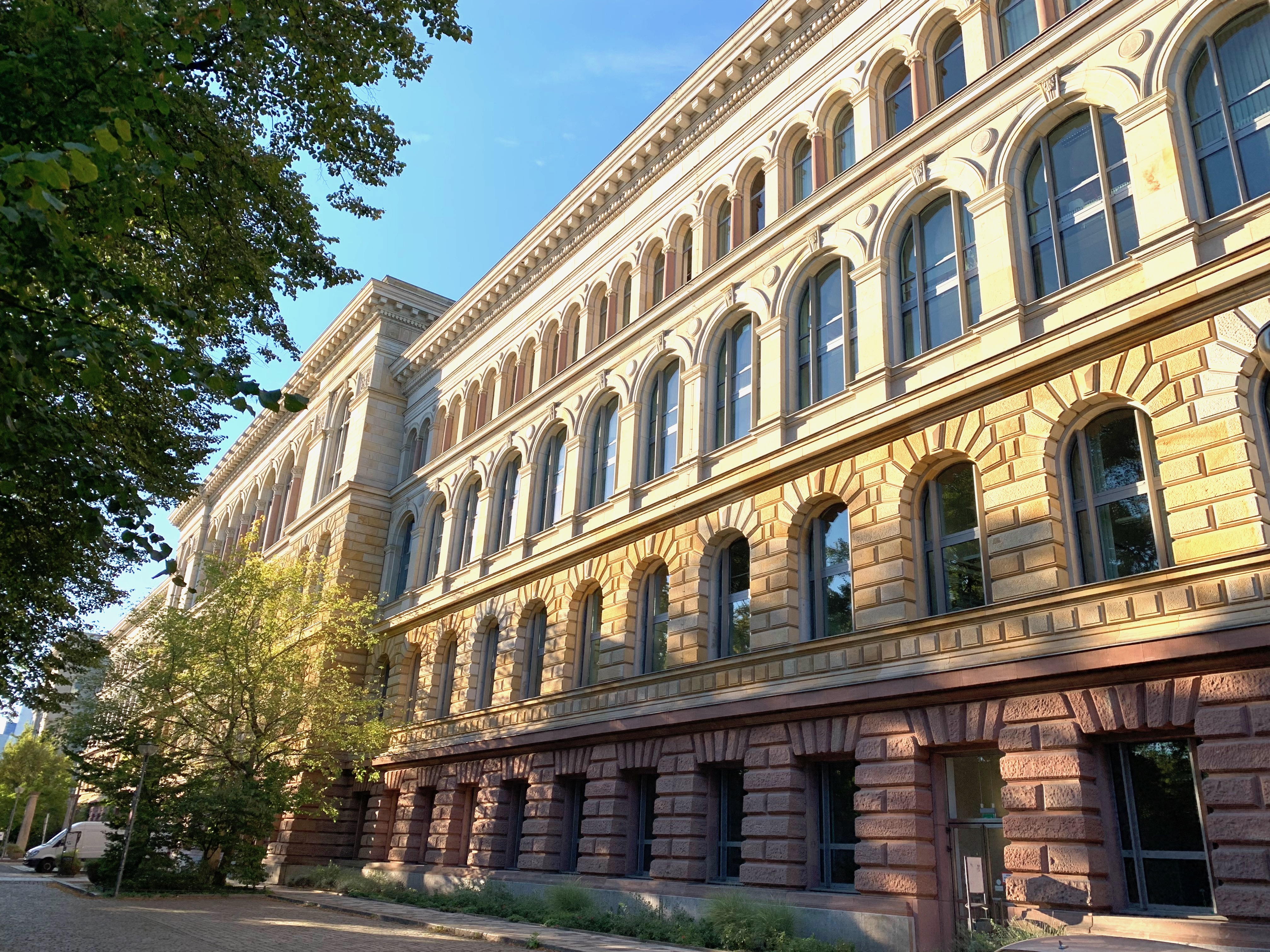
Technische Universität Berlin

Berlín és una ciutat amb gran pes al món de l'educació superior i la recerca, i les seves 40 universitats conformen la major concentració de centres d'estudis superiors de tota Alemanya. En el curs 2022-23 la ciutat va tenir una població universitària que rondava els 200.000 estudiants, aproximadament el 10 % de tot el país. En aquest mateix curs escolar va haver-hi 40.000 estudiants estrangers a Berlín.
- Freie Universität Berlin (FU)
- Humboldt-Universität zu Berlin (HU)
- Technische Universität Berlin (TU)
- Charité Berlin (facultat de medicina gestionada actualment per la FU i la HU)
- Universität der Künste Berlin (UdK, abans: Hochschule der Künste - HdK)
- ESMT
- Hochschule für Technik und Wirtschaft (HTW)
- Hochschule für Wirtschaft und Recht (HWR)
- Hochschule für Musik "Hanns Eisler" (HfM)
- Hochschule für Schauspielkunst "Ernst Busch"
- Kunsthochschule Berlin-Weißensee Hochschule für Gestaltung (KHB)
- Berliner Hochschule für Technik (BHT)
- Alice-Salomon Fachhochschule für Sozialarbeit und Sozialpädagogik (ASFH)
- Katholische Hochschule für Sozialwesen Berlin (KHSB)
- Evangelische Fachhochschule Berlin (EFB)

## Cultura

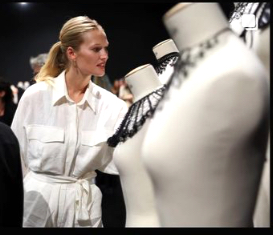
Setmana de la Moda

Berlín és una de les capitals del món de les arts, els artistes i centres culturals, i la seva influència en la  educació, entreteniment, mitjans de masses i música fan de Berlín  una de les majors ciutats globals. A Berlín hi ha tres llocs que són Patrimoni de la Humanitat.
Aquí han nascut moviments artístics com l'expressionisme i importants figures de l'art i el pensament com  Johann Gottfried Schadow, Karl Friedrich Schinkel, Moses Mendelssohn, Georg Simmel, Ernst Ludwig Kirchner, Marlene Dietrich, Leni Riefenstahl, Helmut Newton, Bertolt Brecht, Kurt Tucholsky, Thomas e Heinrich Mann, Paul Klee, Friedrich Wilhelm Murnau, Fritz Lang, Wim Wenders, Nina Hagen i Rammstein. També ha acollit a nombrosos artistes estrangers com Mark Twain, Vladimir Nabokov, Christopher Isherwood, Billy Wilder, David Bowie, Iggy Pop, Depeche Mode, U2, Olafur Eliasson i Peggy Gou.

### Indústries creatives

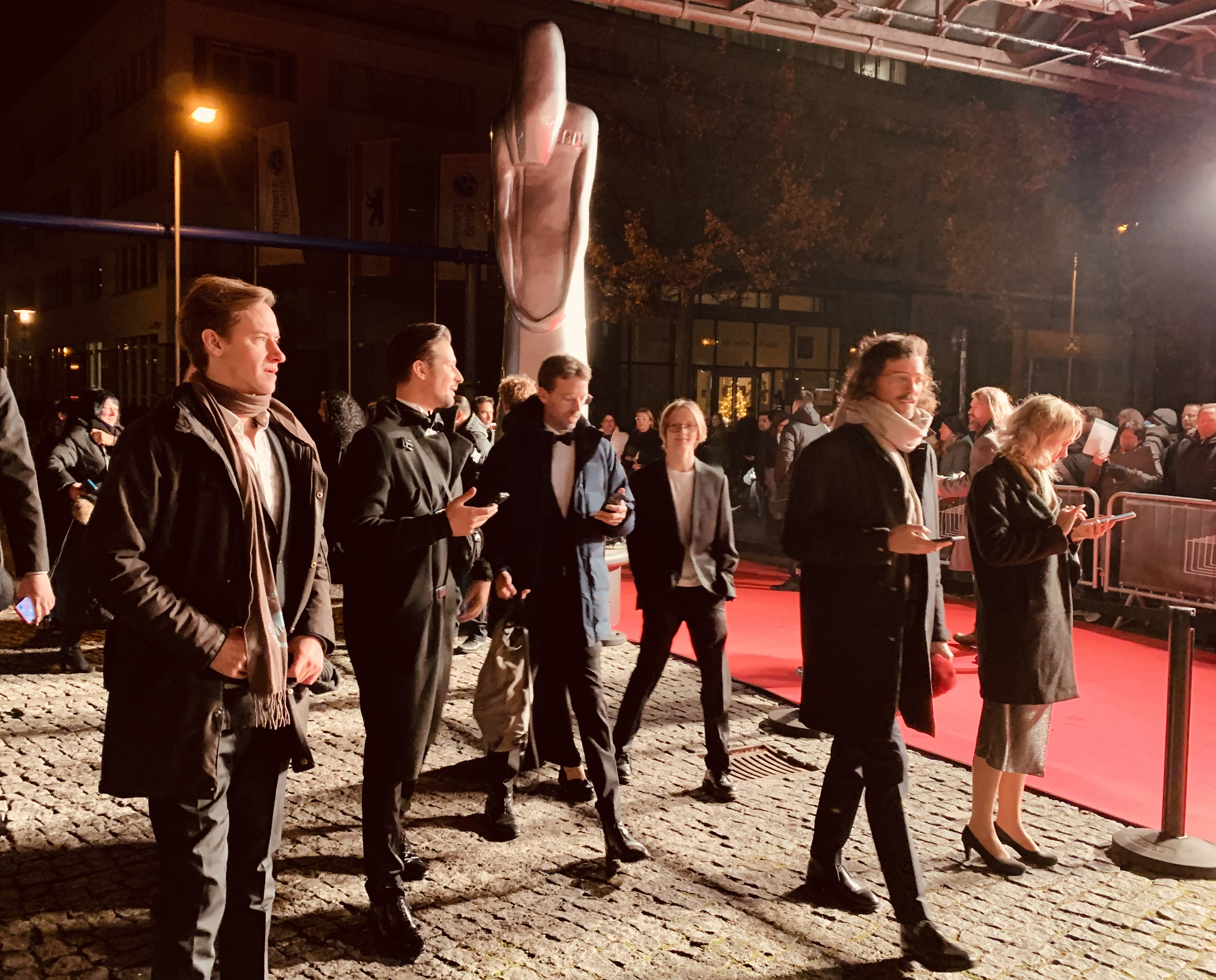
Premis del Cinema Europeu

Des de la caiguda del mur (1989), Berlín ha estat el centre de producció de films més important d'Alemanya. La ciutat també ha aparegut en nombroses pel·lícules, tant europees com estrangeres. La ciutat té nombroses companyies i estudis.
L'Acadèmia de Cinema Europeu (European Film Academy, EFA) va néixer per iniciativa d'un grup de directors de cinema europeus que es van trobar a Berlín al novembre de 1988 en la primera presentació dels Premis del Cinema Europeu.

### Museus

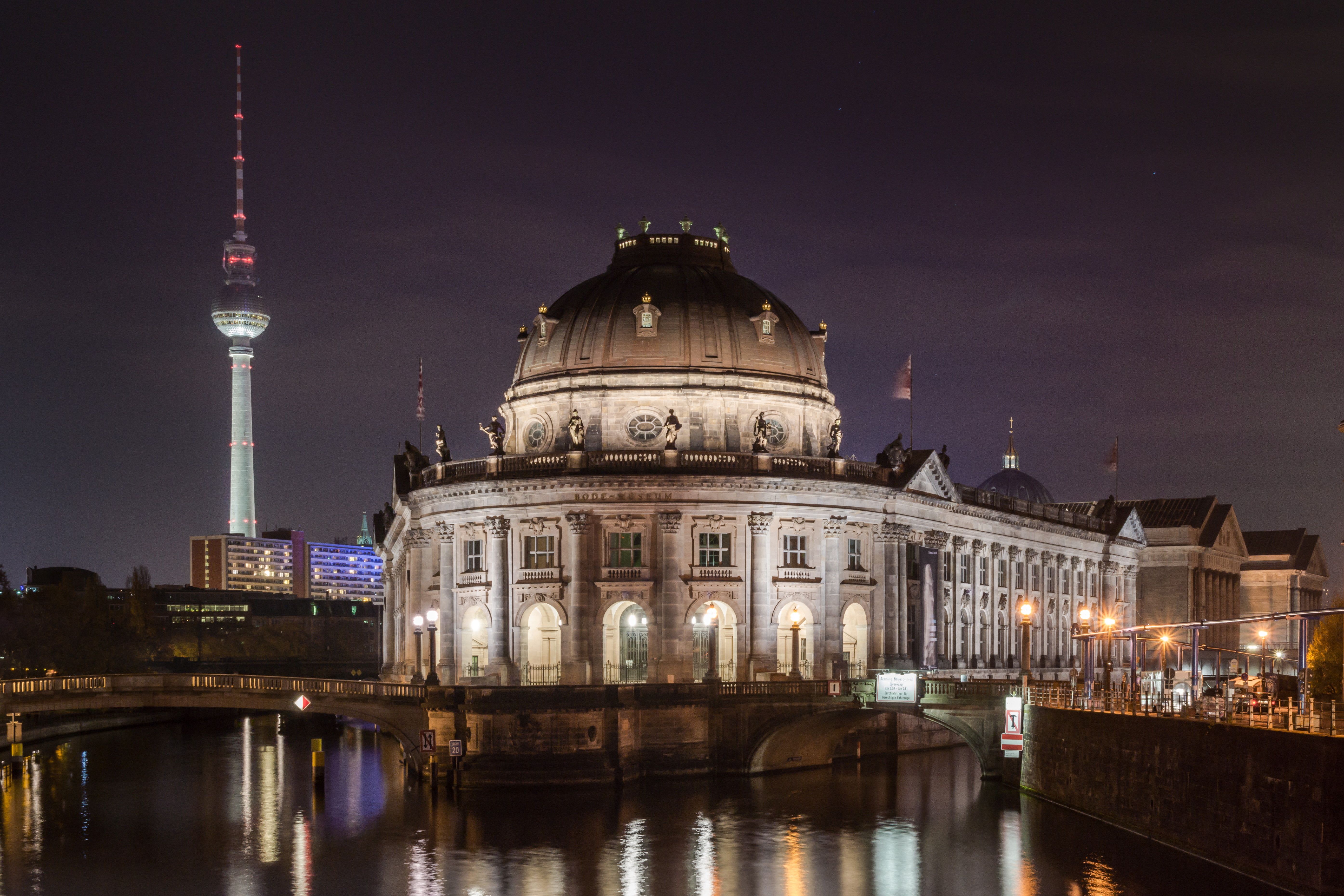
Illa dels museus

Berlín té un gran nombre de museus, que abasten diferents àrees i èpoques. En total hi ha 170 equipaments sumant museus i col·leccions.
- Illa dels museus, una illeta sobre el riu Spree, al centre de Berlín, seu de nombrosos museus: Altes Museum, Neues Museum (que inclou el Museu Egipci de Berlín), Alte Nationalgalerie, Pergamonmuseum (Museu de Pèrgam) i Museu Bode.
- Museu Alemany de Tecnologia.
- Neue Nationalgalerie (Nova Galeria Nacional), un dels darrers edificis de Ludwig Mies van der Rohe.
- Museu Jueu.
- Museu Alemany d'Història.
- Museu Germanorús.
- Museu Etnològic de Berlín.
- Gemäldegalerie (Pinacoteca de Berlín).

### Vida nocturna

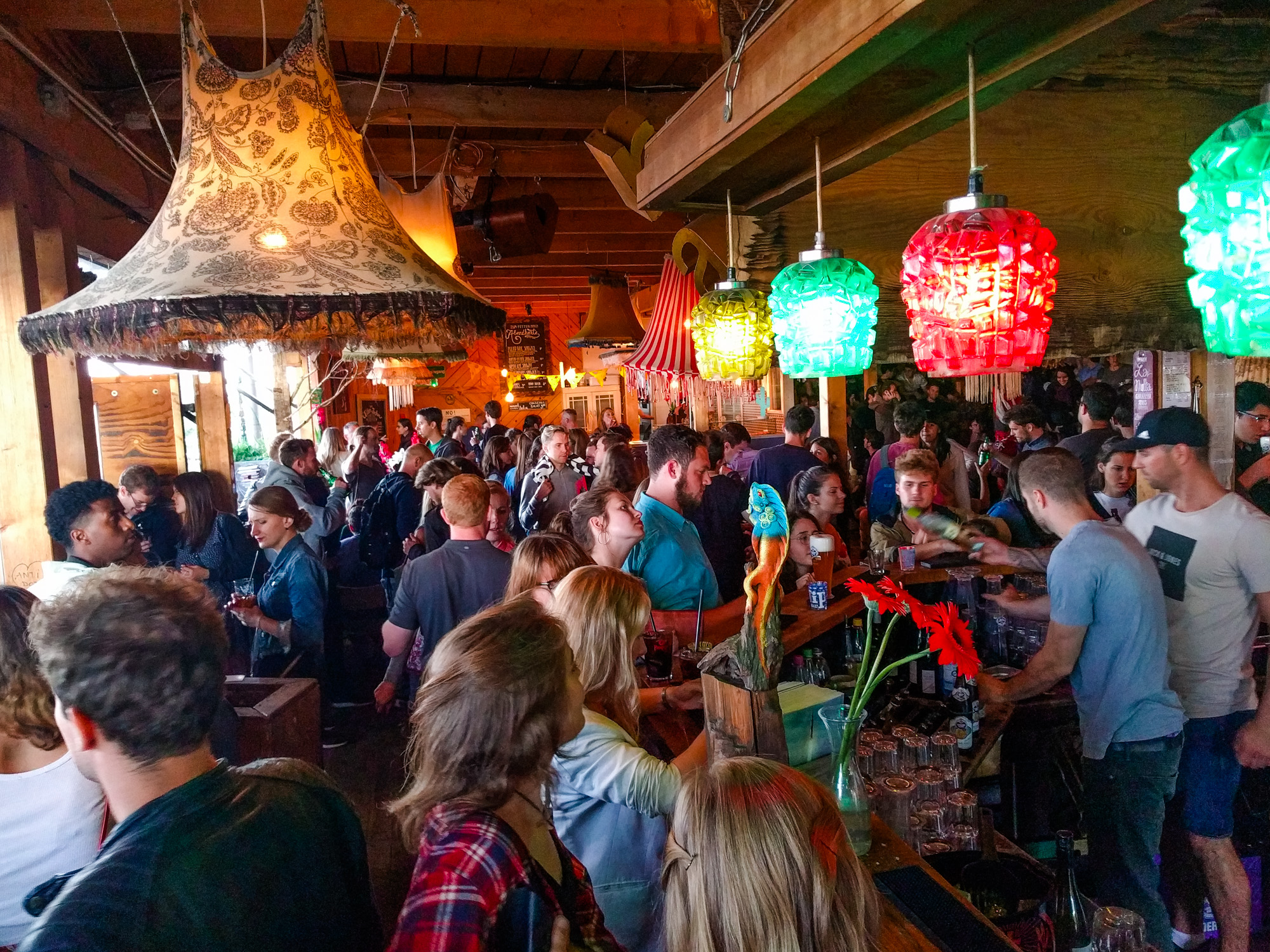
Klunkerkranich

(2025)
| - Aeden - Berghain - Cassiopeia - Club der Visionäre - Studio 1111 - Frannz Club - Golden Gate - Hoppetosse | - Klunkerkranich - Kitkat Club - Ma Baker Club - Matrix - Metropol - Paloma - Privatclub - Ritter Butzke | - RSO - Sage Beach - SO36 - Soda Club Kulturbrauerei - Sisyphos - Tresor - Weekend |

### Teatres i Òperes
- Schaubühne
- Volksbühne
- Deutsches Theater
- Berliner Ensemble
- Friedrichstadt-Palast
- Deutsche Oper (l'Òpera alemanya).

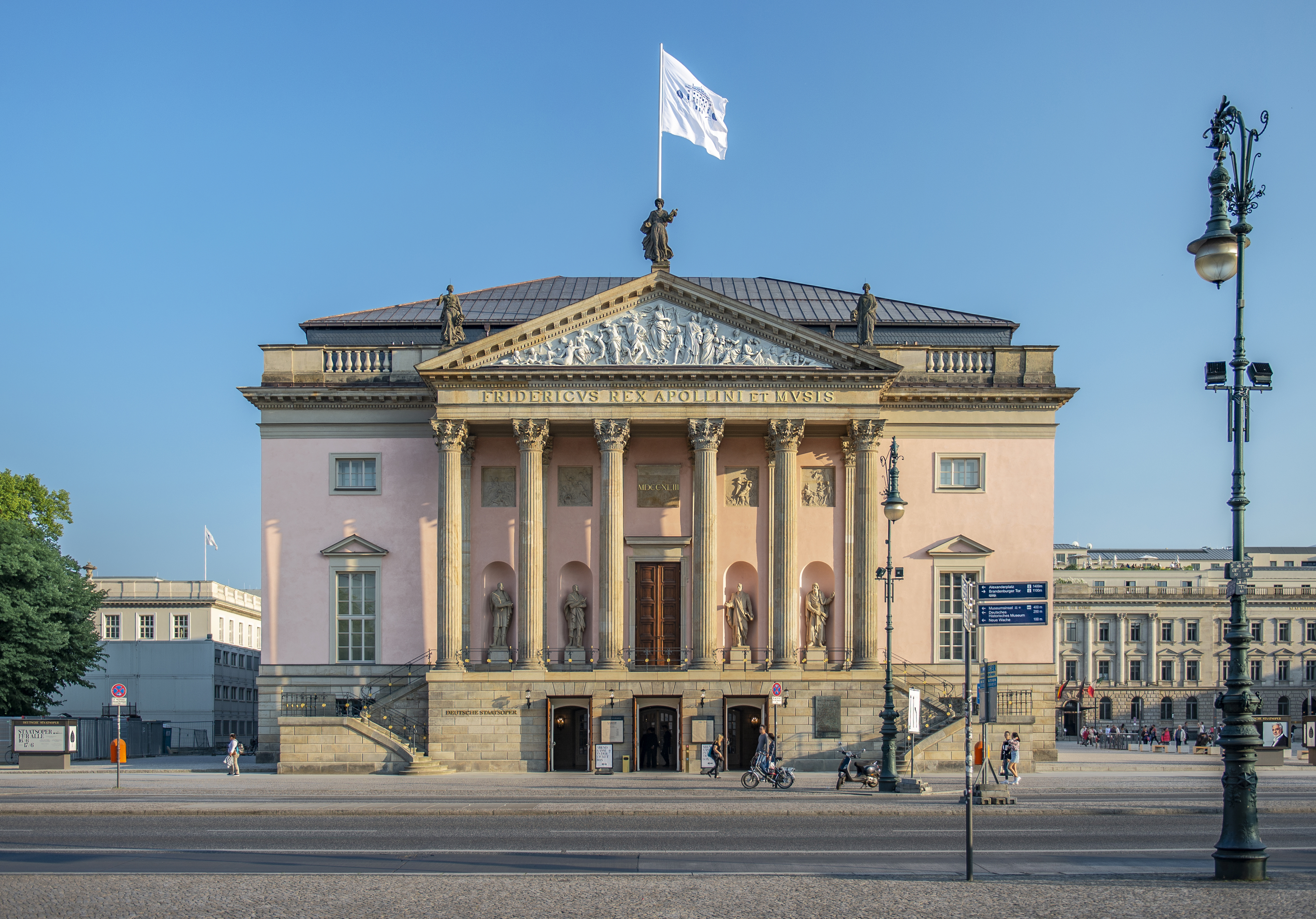
Staatsoper Unter den Linden

- Staatsoper Unter den Linden (l'Òpera estatal).

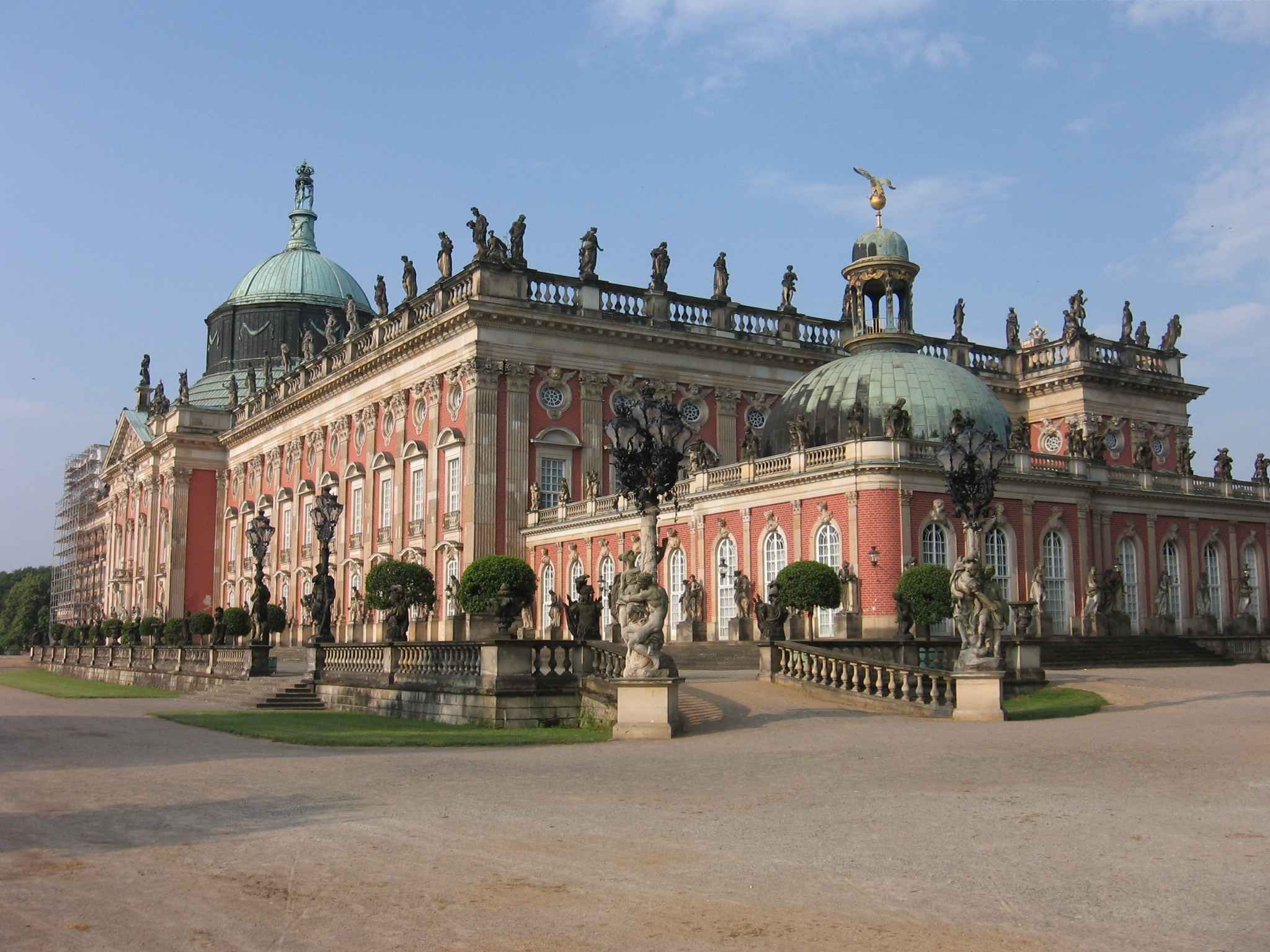
Neues Palais (Patrimoni de la Humanitat)

- Komische Oper (l'Òpera còmica).

### Premis
El setembre de 2009 fou guardonada amb el Premi Príncep d'Astúries de la Concòrdia en reconeixement del  20è Aniversari de la caiguda del mur i per la seva capacitat de construir, tancar cicatrius de la seva divisió i com a nus de concòrdia al cor d'Alemanya i Europa, contribuint a l'enteniment, la convivència, la justícia, la pau i la llibertat en el món.
Els palaus i parcs de Berlín han estat declarats Patrimoni de la Humanitat per la UNESCO.

### Gastronomia
La gastronomia de la ciutat és molt diversa, influïda principalment pels immigrants i els seus costums alimentaris. Hi ha al voltant de 9.000 restaurants. Aquest costum va fer del menjar, com els falàfels, pizza, currywurst i els kebabs, un important element en la dieta de la ciutat. D'altra banda, la ciutat també acull alguns dels restaurants més fins de l'haute cuisine del país.

### Bandes i grups musicals

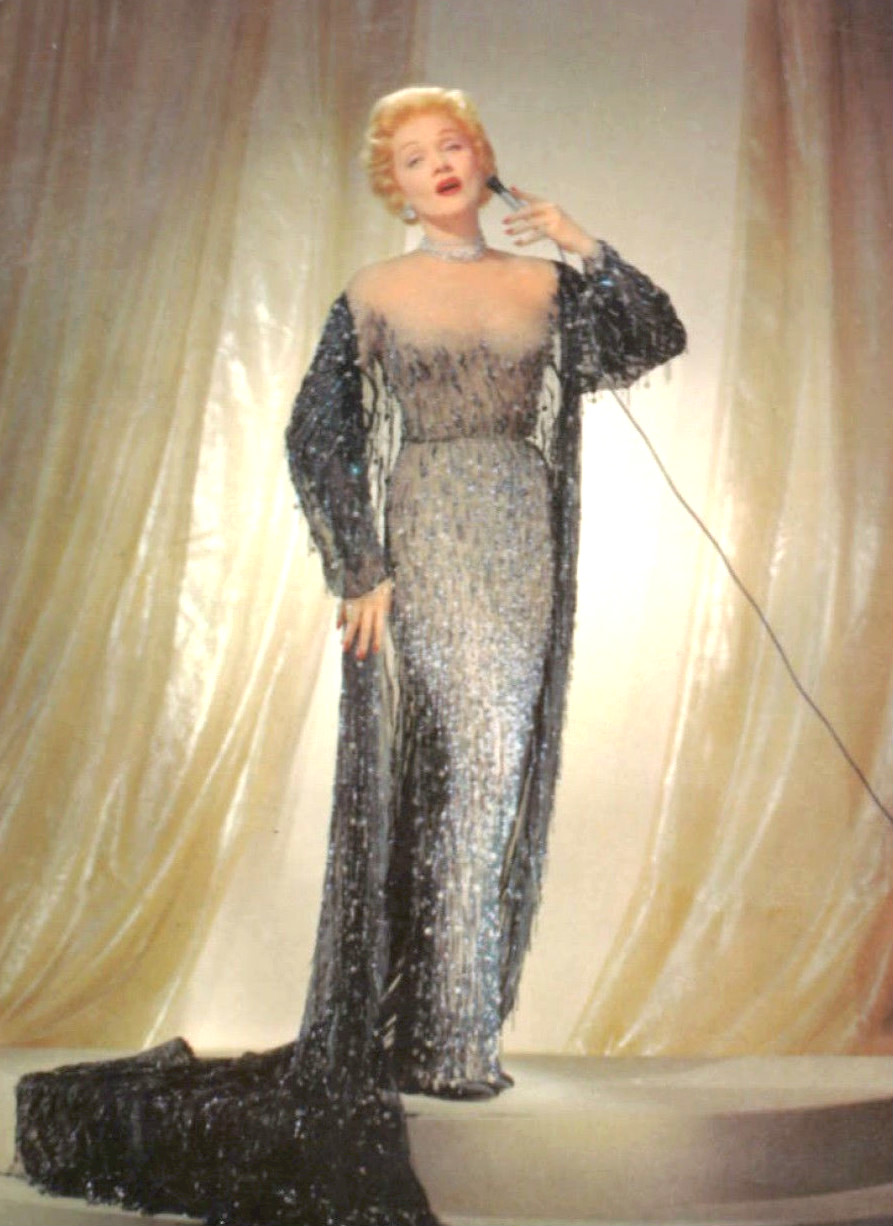
Marlene Dietrich
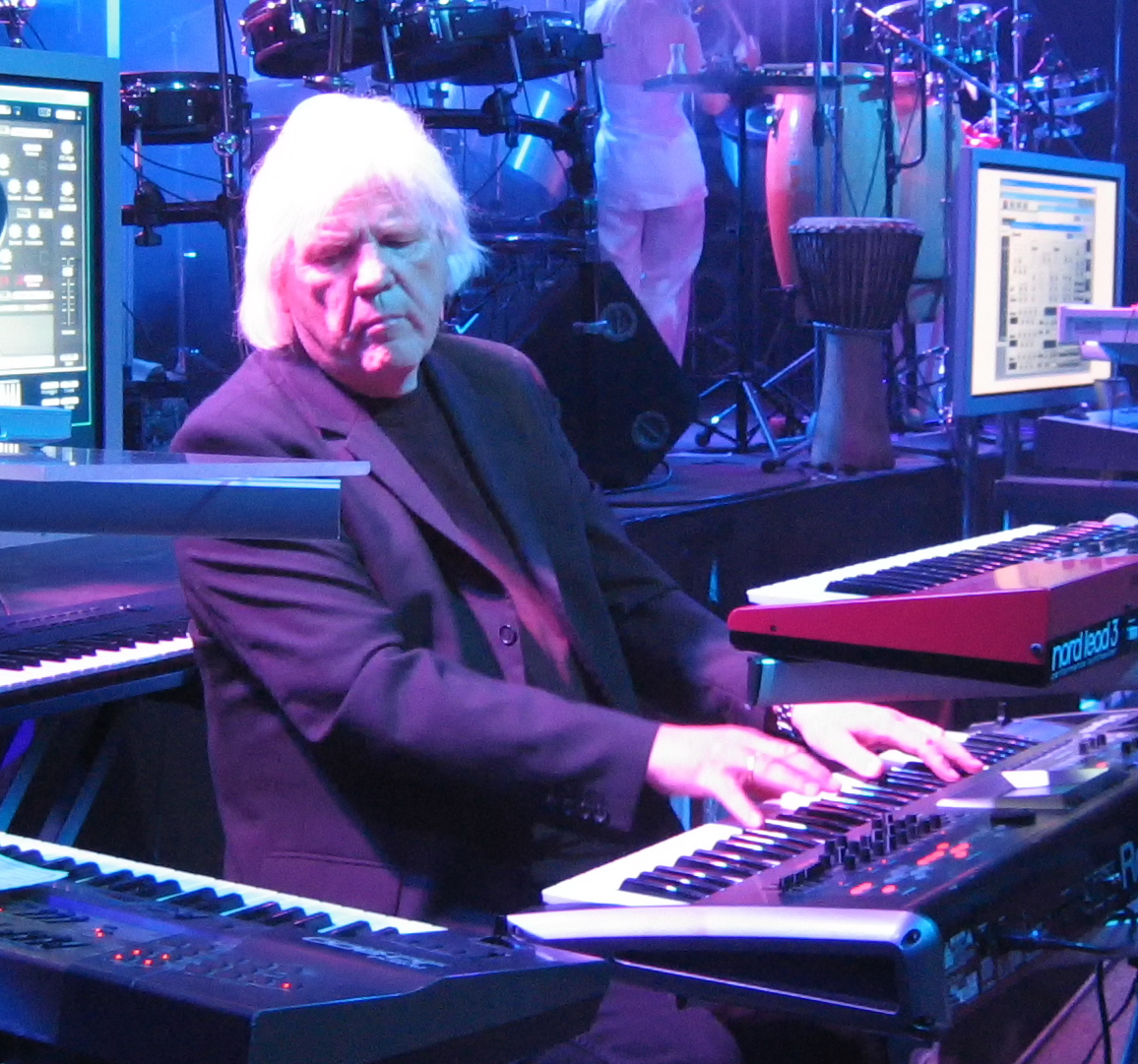
Tangerine Dream
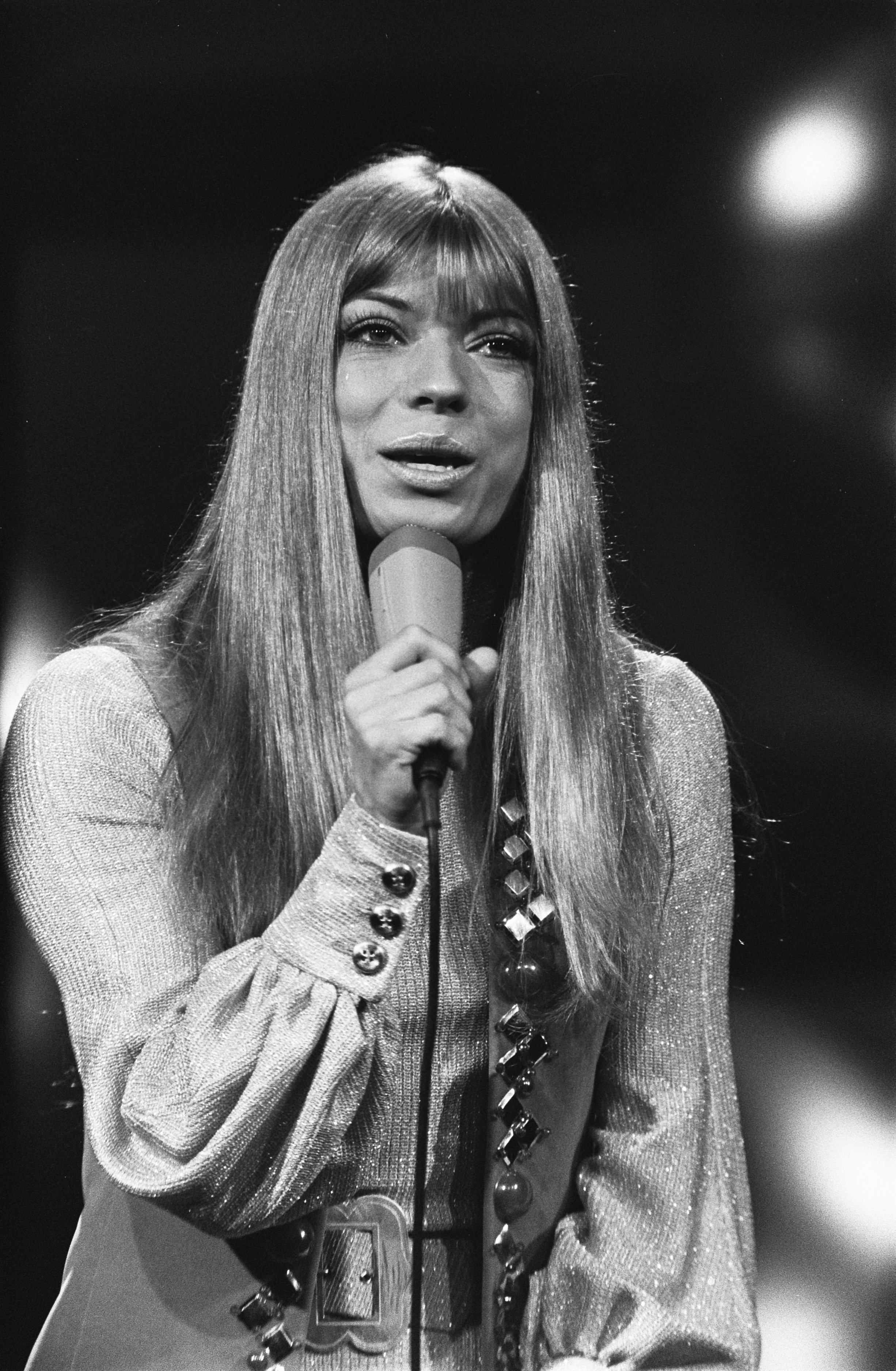
Katja Ebstein
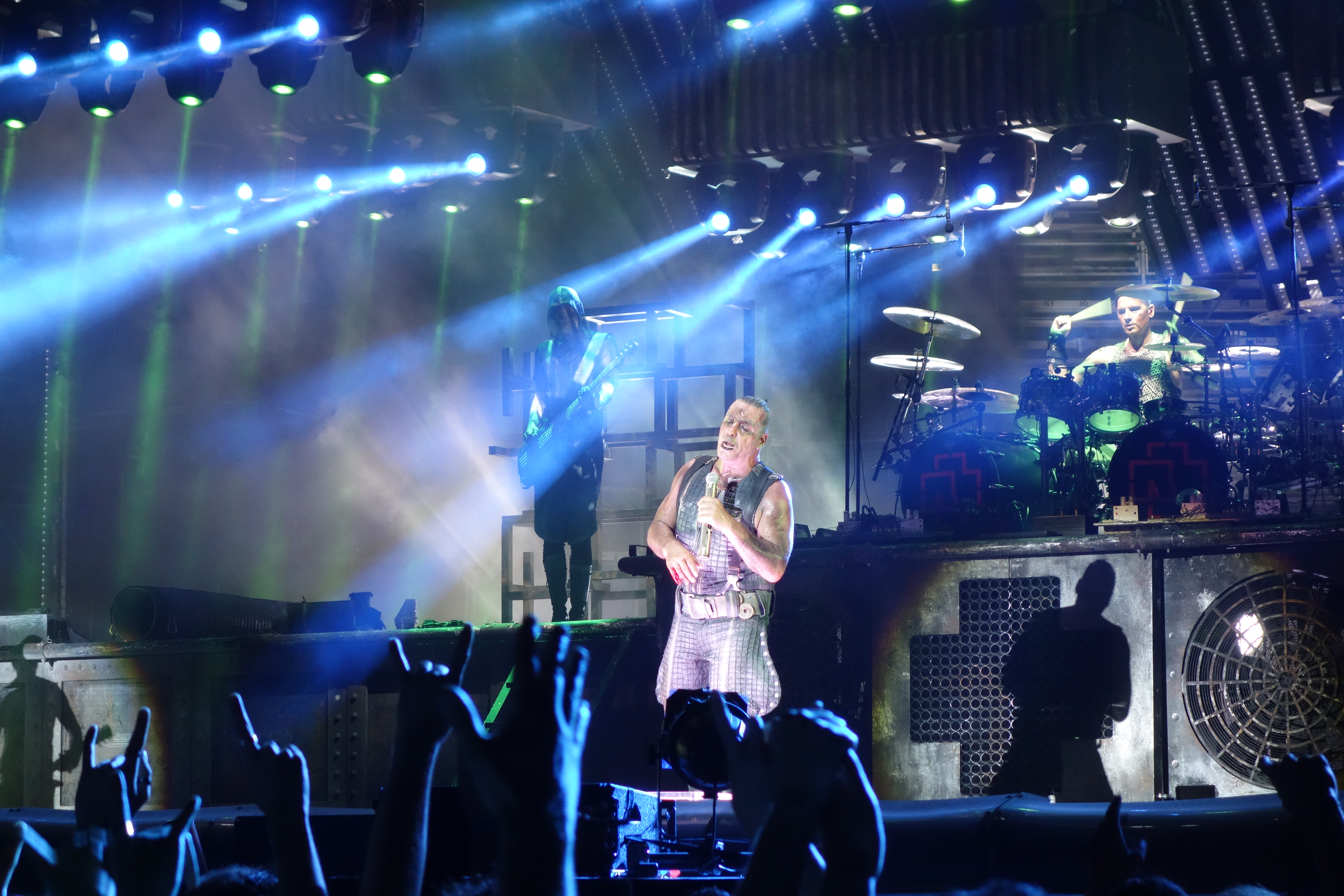
Rammstein
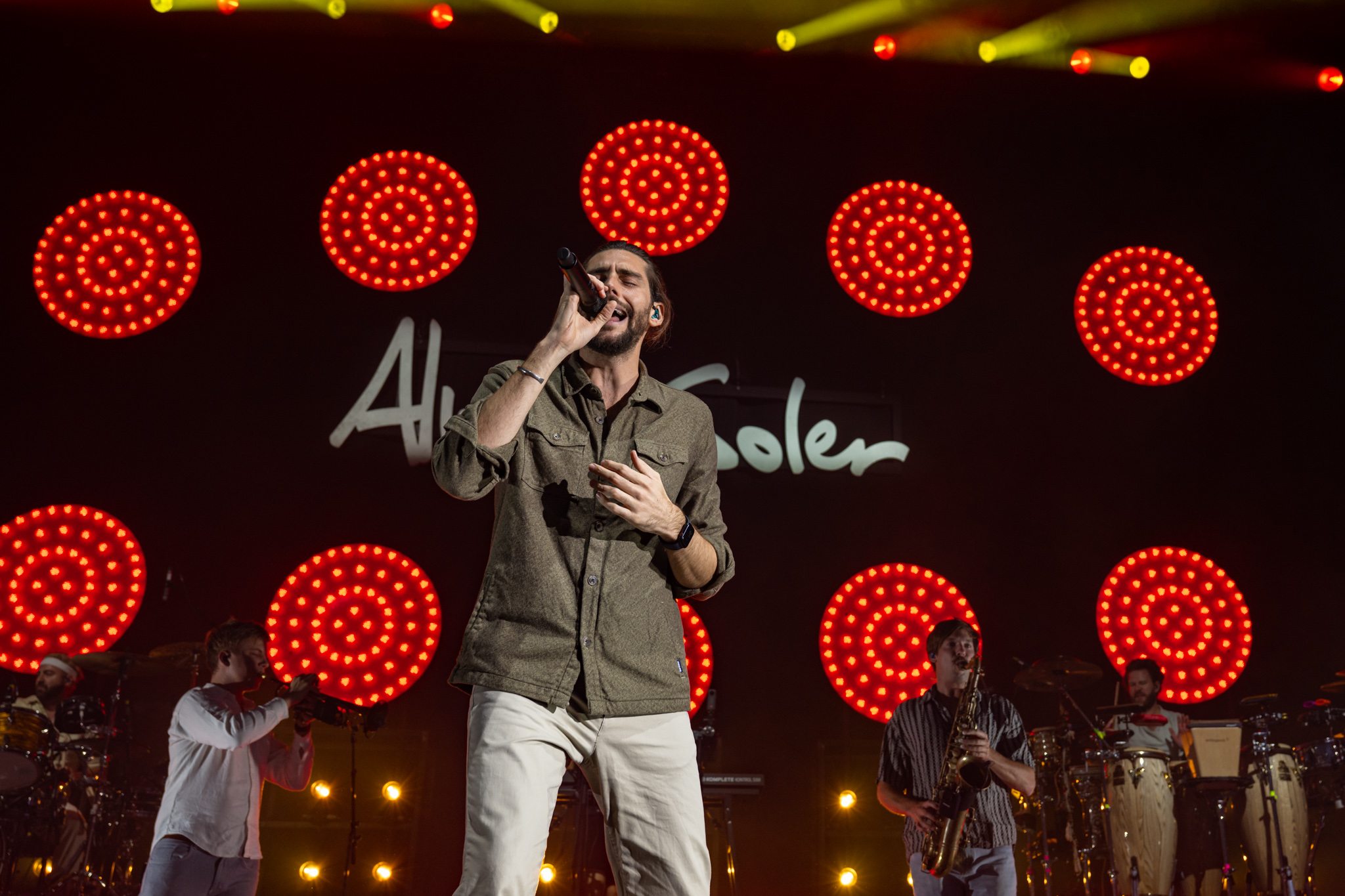
Álvaro Soler

### Esports

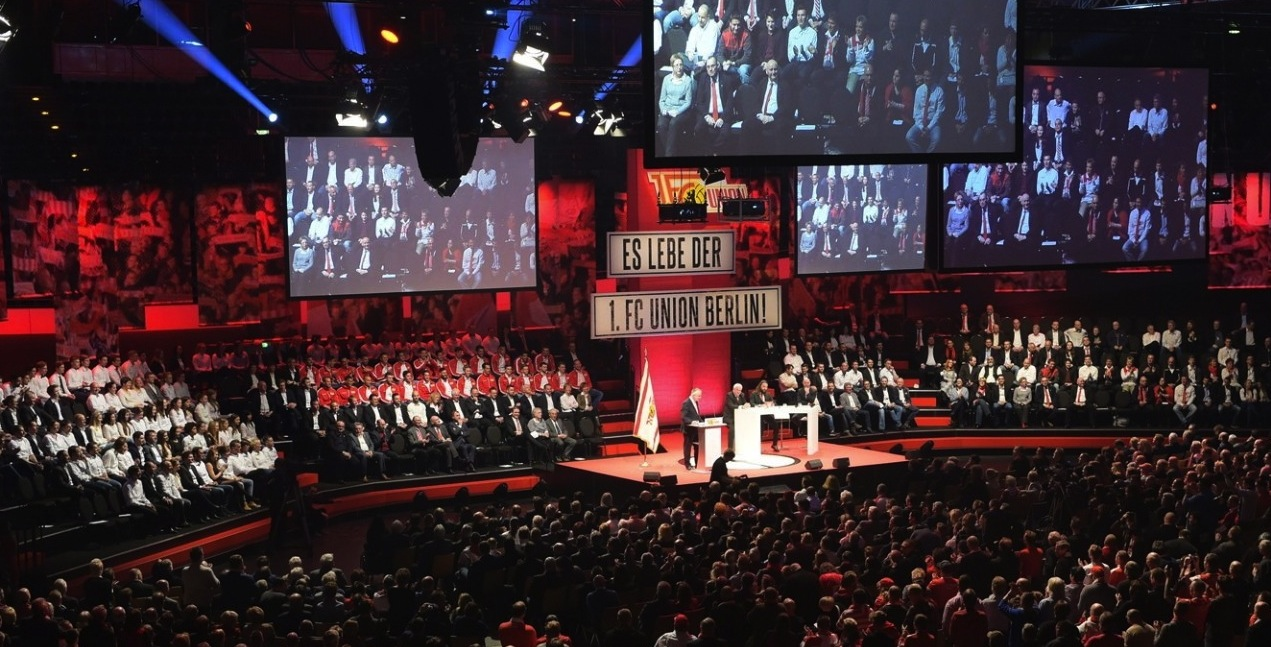
Union Berlin

Actualment compta amb un nombre elevat d'instal·lacions esportives tant privades com públiques. Els darrers anys, l'ús de la bicicleta ha patit un fort augment gràcies al servei de lloguer de bicicletes públic  i a la política de l'Ajuntament d'augmentar el nombre de carrils per aquests vehicles.
Berlín va ser la seu dels Jocs Olímpics d'Estiu de 1936. El Parc Olímpic representa un dels centres esportius més importants de la ciutat. Construït amb motiu de les Olimpíades de l'any 1936, acull l'estadi olímpic (Olympiastadion), i la piscina olímpica (Olympia-Schwimmstadion).

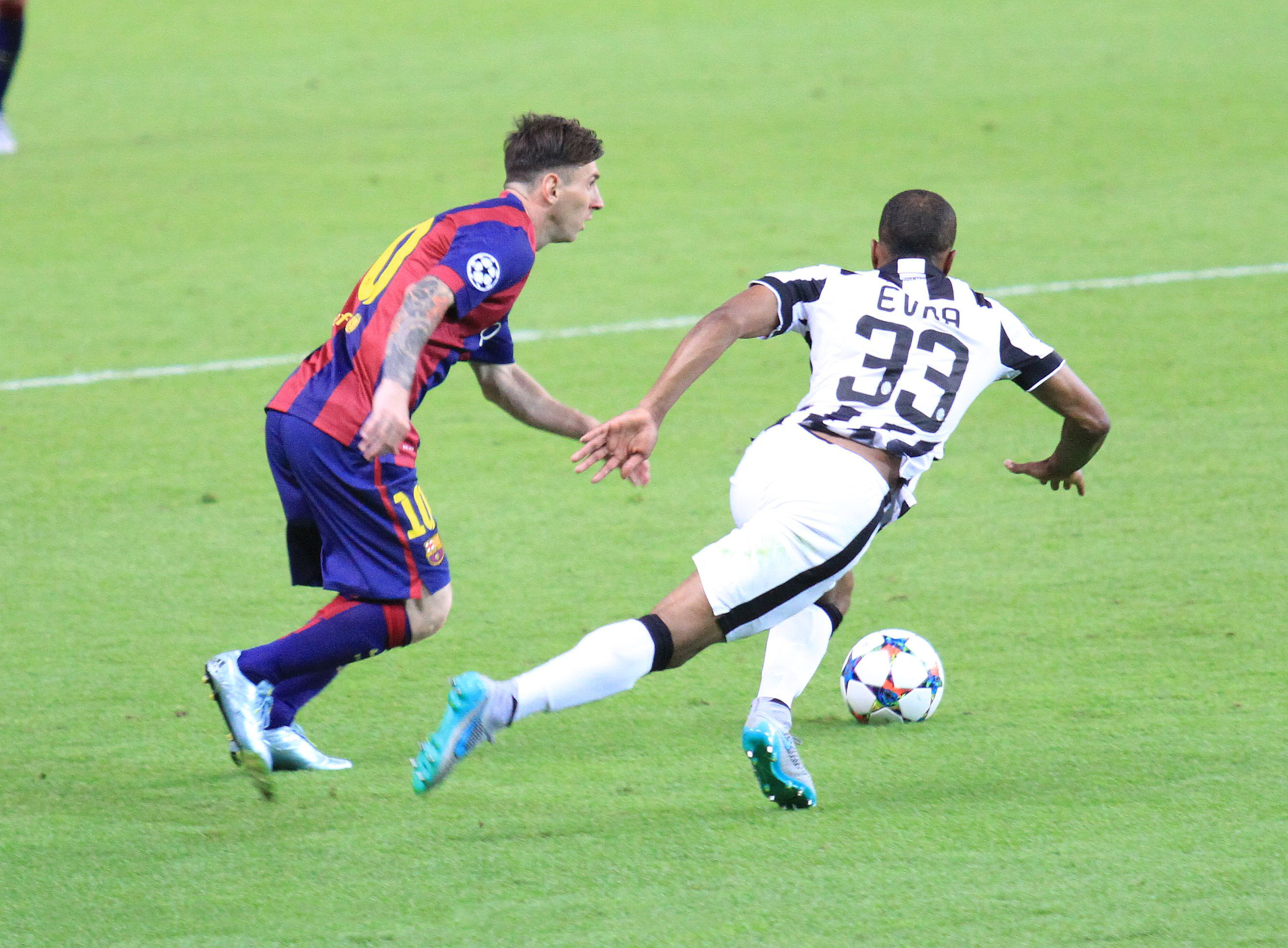
La final de la Lliga de Campions de la UEFA 2014–15

Berlín és la seu del 1. Fußballclub Union Berlin, conegut com a Union. El Museu de l'Esport conté la col·lecció esportiva més gran d'Alemanya, i és el museu de la ciutat amb més nombre de visitants en els darrers anys. Hi ha a la ciutat diversos clubs de futbol, com l'històric Hertha BSC,  o el 1. FC Union Berlin, a banda de l'històric Berliner Fußball-Club Viktoria 1889.
La Marató de Berlín és la més important del món, i les carreres entre el 2023 i 2024 tenen el rècord de major quantitat de participants que van arribar a la meta, amb 50.000 el 2024.

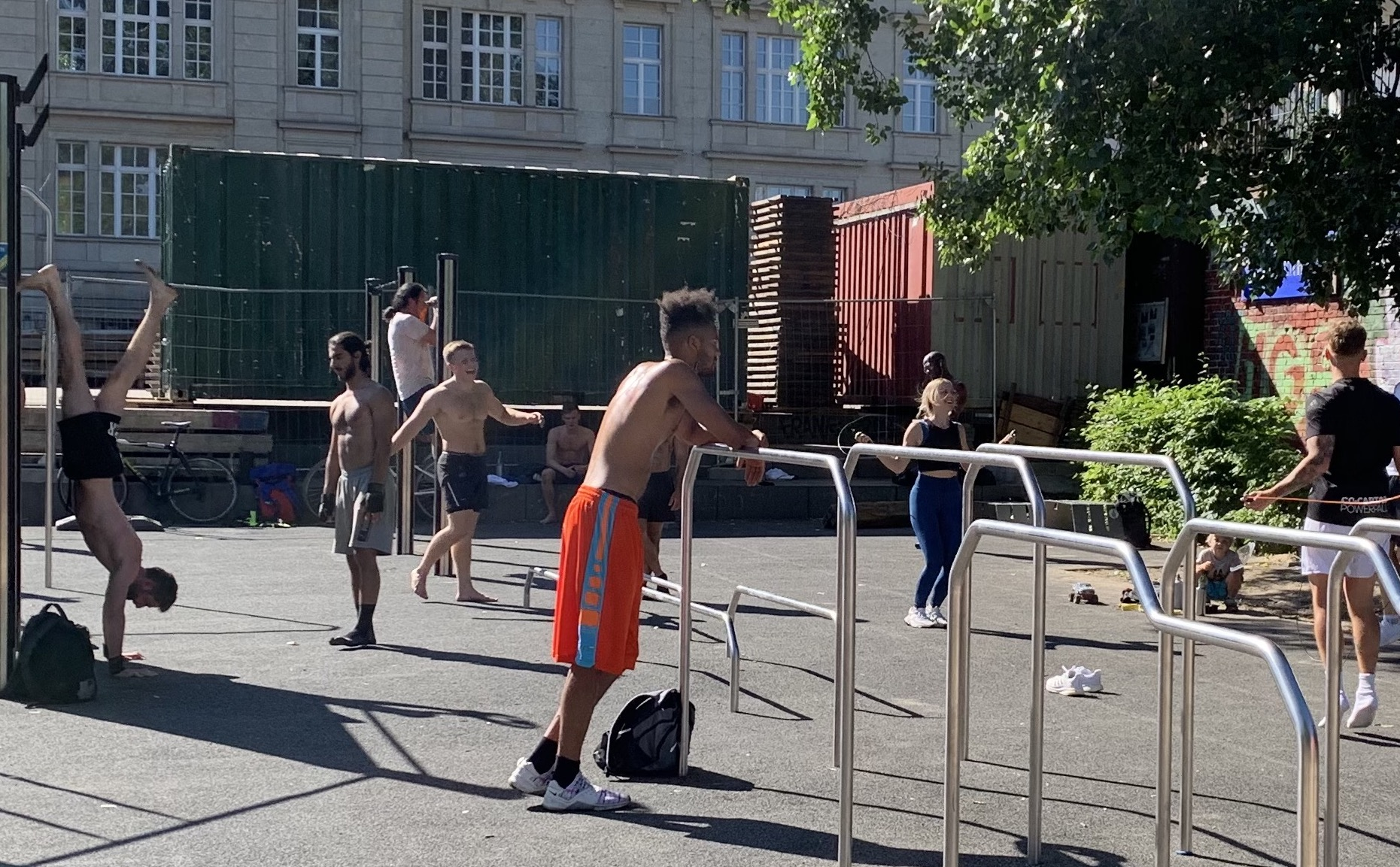
Cal·listènia a Berlín

El Golf- und Land-Club Berlin-Wannsee (1895); el Berliner Schachgesellschaft 1827 Eckbauer (1827); el Verein Seglerhaus am Wannsee (1867); el LTTC Rot-Weiß Berlin (1897) són alguns dels clubs esportius no futbolístics més antics de la ciutat.
La final de la Lliga de Campions de la UEFA 2014–15 es disputà a l'Estadi Olímpic de Berlín, Alemanya,[1] on el FC Barcelona va derrotar la Juventus de Torí per 3–1 per guanyar el seu cinquè títol.
El Campionat del Món d'atletisme de 2009 (12. IAAF Leichtathletik WM Berlin 2009) se celebra a Berlín entre el 15 i el 23 d'agost de 2009 sota l'organització de l'Associació Internacional de Federacions d'Atletisme i la Federació Alemanya d'Atletisme. En la segona jornada del Mundial es va celebrar la final dels 100 m llisos. El jamaicà Usain Bolt es va endur l'or i va aconseguir un nou rècord mundial: 9.58 s. Quatre dies després, Bolt va aconseguir el seu segon títol mundial en la final dels 200 metre llisos amb un temps de 19.19 s, un nou rècord mundial.

## Transport

### Aeroport

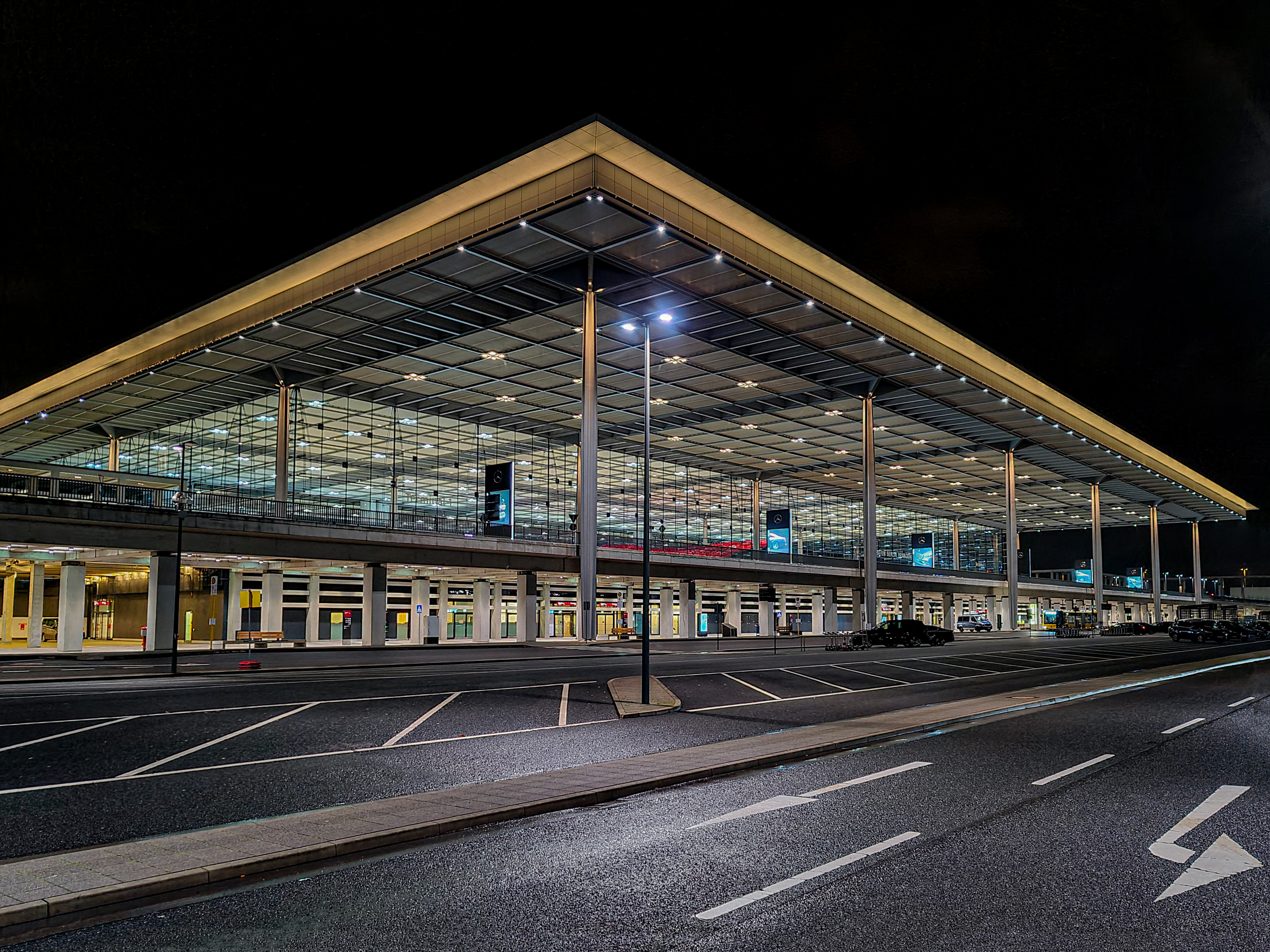
Aeroport de Berlín-Brandenburg

L'Aeroport de Berlín-Brandenburg  (Flughafen Berlin Brandenburg, IATA: BER) és un aeroport internacional emplaçat a Schönefeld, a l'estat de Brandenburg, just al sud de la capital alemanya Berlín, 18 kilòmetres al sud-est del centre de la ciutat. L'aeroport de Brandenburg de Berlín finalment s'obrí al trànsit el 31 d'octubre de 2020. L'aeroport de Berlín-Brandenburg és el principal centre de connexions de diverses aerolínies  com és el cas de Eurowings, Ryanair, Lufthansa o easyjet.

### Transports públics
El metro de Berlín (Berliner U-Bahn) és una de les dues xarxes de transport ferroviari ràpid. L'U-Bahn està explotat per la Berliner Verkehrsbetriebe (BVG). Va ser obert el 1902 i actualment compta amb deu línies, 175 estacions i 148,8 km de longitud. Durant el 2019 va transportar 583 milions de viatgers.
La companyia nacional del ferrocarrils, la Deutsche Bahn, explota la xarxa de ferrocarril urbà (S-Bahn), formada per 16 línies que connecten el centre de la ciutat amb les localitats més properes.
La companyia de transports metropolitans, la BVG, és responsable de les 10 línies de metro (U-Bahn), les 22 de tramvia (Tram) i una gran xarxa de busos que inclou un sistema de metro-busos (enllacen amb estacions de metro). El sistema de metro transporta diàriament tres milió i mig de persones.
Tots aquests mitjans de transport s'agrupen en un organisme que rep el nom VBB i s'ofereixen a una tarifa unificada.

## Persones il·lustres
- Gustav Friedrich Wilhelm Großmann (1744-1796), poeta, escriptor i promotor teatral.
- Emil du Bois-Reymond (1818-1897), fisiòleg.
- Paul Heyse, (1830-1914), escriptor, Premi Nobel de Literatura de l'any 1910.
- Paul du Bois-Reymond (1831-1889), matemàtic (germà d'Emil).
- Adolf von Baeyer (1835-1917), químic, Premi Nobel de Química de l'any 1905.
- Heinrich Bruns (1848-1919), matemàtic.
- Gustav Stresemann (1878-1929), polític, Premi Nobel de la Pau de 1926
- Hans Hamburger (1889-1956), matemàtic.
- Nelly Sachs (1891-1970) escriptora, Premi Nobel de Literatura de 1966.
- Walter Benjamin (1892-1940), filòsof, col·laborador de l'Escola de Frankfurt.
- Georg Wittig (1897-1987) químic, Premi Nobel de Química de 1979.
- Reinhold Baer (1902-1979), matemàtic
- Werner Forssmann (1904-1979), metge, Premi Nobel de Medicina o Fisiologia de 1956.
- Ernst Boris Chain (1906-1979),bioquímic, Premi Nobel de Medicina o Fisiologia de 1945.
- Max Delbrück (1906-1981), biofísic, Premi Nobel de Medicina o Fisiologia de 1969.

## Ciutats agermanades
Berlín està agermanat amb les ciutats següents:
| - Los Angeles, Califòrnia (Estats Units), des de 1967 - París, França, des de 1987 - Madrid, Espanya, des de 1988 - Istanbul, Turquia, des de 1989 - Moscou, Rússia, des de 1990 - Varsòvia, Polònia, des de 1991 - Budapest, Hongria, des de 1991 - Brussel·les, Bèlgica, des de 1992 - Jakarta, Indonèsia, des de 1993 | - Taixkent, Uzbekistan, des de 1993 - Ciutat de Mèxic, Mèxic, des de 1993 - Pequín, Xina, des de 1994 - Tòquio (Japó), des de 1994 - Buenos Aires, Argentina, des de 1994 - Praga, República Txeca, des de 1995 - Windhoek, Namíbia, des del 2000 - Londres, Regne Unit, des del 2000 |